# Richard Seaman
Vous lisez un « article de qualité » labellisé en 2017.
Pour les articles homonymes, voir Richard et Seaman.
Richard John Beattie-Seaman dit Richard Seaman et surnommé Dick Seaman, né le 4 février 1913 à Chichester (Angleterre, Royaume-Uni) et mort le 25 juin 1939 à Spa (province de Liège, Belgique), est un pilote automobile britannique. Considéré comme l'un des meilleurs, sinon comme le meilleur pilote de Grand Prix britannique de l'entre-deux-guerres, il s'impose comme le meilleur coureur de l'année 1936 sur voiturettes puis rejoint Daimler-Benz AG entre 1937 et 1939 avec qui il remporte une Grande Épreuve, le Grand Prix d'Allemagne en 1938. Il trouve la mort lors du Grand Prix de Belgique 1939.
Issu de la haute bourgeoisie britannique, il s'écarte de la carrière que lui prévoient ses parents pour courir aux côtés de son collègue d'école, Whitney Straight. Quittant progressivement les études, il s'engage en voiturettes au sein de l'écurie de son ami en 1934. La retraite sportive prématurée de ce dernier à la fin de l'année conduit Seaman à monter une structure semi-indépendante. En 1935, il conclut un accord avec la firme britannique ERA. En milieu d'année, découvrant que l'écurie s'est jouée de lui, il se libère de ses engagements, conserve la voiture et change de stratégie. Avec sa propre structure et des mécaniciens indépendants, il renoue avec le succès avec notamment trois victoires de rang.
Décidé à « donner une leçon à ERA » en 1936, il acquiert une Delage vieille de dix ans que ses mécaniciens optimisent massivement. Avec, il remporte presque toutes les courses auxquelles il participe et est le meilleur pilote de voiturettes de la saison, ce qui lui ouvre les portes de l'écurie Mercedes. Recruté comme pilote Junior en 1937, c'est-à-dire comme remplaçant, il gagne la confiance de ses pairs avec une belle deuxième place à la Coupe Vanderbilt. L'année suivante, il remporte une Grande Épreuve comptant pour le championnat d'Europe des pilotes, le Grand Prix d'Allemagne. Cette même année, il rencontre et se marie avec Erica Popp, fille du président et cofondateur de BMW, ce qui entraîne une complète rupture de ban avec sa famille.
En 1939, il subit la concurrence des pilotes allemands et se voit privé de départ à Pau, car les voitures reviennent en priorité aux pilotes allemands en dépit de ses performances aux essais. Richard Seaman entend décrocher la victoire en Belgique et revenir sur le devant de la scène. Alors qu'il est en tête, sous la pluie de Spa, sa monoplace part en glisse, s'encastre dans un arbre et s'embrase. Retiré gravement brûlé du véhicule, Richard Seaman succombe à ses blessures peu après minuit.

## Biographie

### Une jeunesse dorée

#### Prime jeunesse: naissance et éducation
William Beattie-Seaman (ancien directeur de la compagnie W.P. Lowrie & Co et de la distillerie James Buchanan) et Lilian Graham Pearce, tous deux veufs, se rencontrent en novembre 1910. Il est alors âgé de quarante-neuf ans, a déjà une fille issue de son premier mariage (Dorothy, alors âgée de dix-sept ans) et connaît déjà les premiers signes de la faiblesse cardiaque qui le handicaperont pour le restant de ses jours. Elle, éduquée selon les préceptes de la société victorienne malgré les vingt-et-un ans qui les séparent, est alors promise à un autre, mais leur amour les conduit à rapidement s'épouser le 1er juin 1911,,,,. Leur unique enfant, intensément voulu, Richard John Beattie-Seaman, naît le 4 février 1913 à Chichester,,,,,,,.

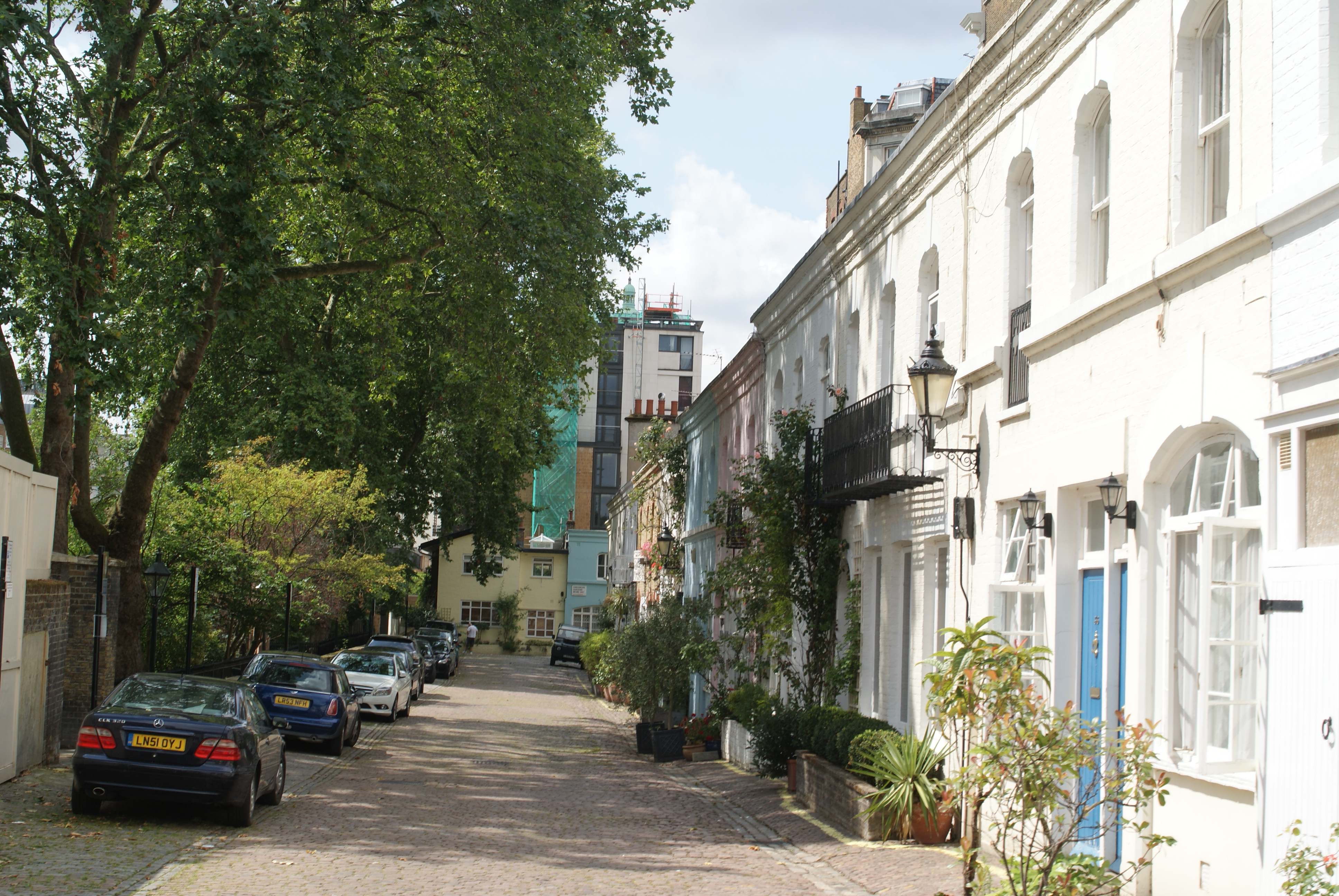
Ennismore Gardens Mews, le quartier de Londres où la famille Beattie-Seaman habite.

Le prénom est choisi en hommage à un ami du père, mort à vingt-sept ans. Il est aussi décidé de placer en banque d'importantes sommes sur deux comptes bloqués qui seront débloquées pour le vingt-septième anniversaire de leur enfant (respectivement 100 000  et   75 000 Livres Sterling),,. La fortune de la famille Beattie-Seaman, issue de propriétés en Écosse et du whisky revint à son père après la mort des autres héritiers potentiels sans descendance puis de la propre mère (Agnes) et des deux sœurs (Anne et May) de ce dernier,,.
Réduit par une crise cardiaque, William laisse peu à peu le choix des importantes décisions pour la famille à sa femme Lilian qui décide notamment, en 1915, de déménager de leur demeure, trop proche de la base navale de Portsmouth et des baraquements de Southsea pour une autre, moins exposée aux dangers de la Première Guerre mondiale, dans le Suffolk. En janvier 1919, c'est encore elle qui décide de déménager pour le 3 Ennismore Gardens à Londres, dans le district de Prince Gate's,.
Richard grandit à Ennismore Gardens. À cette époque, il commence sa scolarité qui le conduit vers des écoles pour garçons issus de familles aisées. Conduit à l'école par le chauffeur de la famille, il développe son intérêt pour l'automobile,,,. L'état de santé son père empirant, la famille part en croisière, de la Scandinavie jusqu'à Venise, ce qui permet au jeune Richard de rouler à bord de voitures étrangères. Plus tard, en 1925, alors qu'il se languit de retrouver la campagne anglaise, il presse ses parents de louer une maison. Une demeure est trouvée à Weald Hall dans l'Essex dont le propriétaire, âgé de dix ans et orphelin de son père (tué pendant la Grande Guerre), devient l'ami du jeune Beattie-Seaman. C'est sur les petites routes de la propriété que Richard aurait appris à conduire. Sa mère, Lilian « [est] certaine que le chauffeur […] intervertissait et autorisait Dick à prendre le volant (quoique) rien ne [lui] ait été jamais dit »,. En vue de le préparer à long terme à une carrière dans la diplomatie (qui pourrait dans le meilleur des cas se poursuivre au Parlement comme député) son père lui fait intégrer en 1926, non pas la même école que lui (Harrow) mais celle de Rugby où les différentes tentatives de le faire participer à des sports collectifs mettent en évidence son caractère individualiste, sinon de leader de groupe,,,,,.

#### Adolescence: un intérêt croissant pour la course automobile

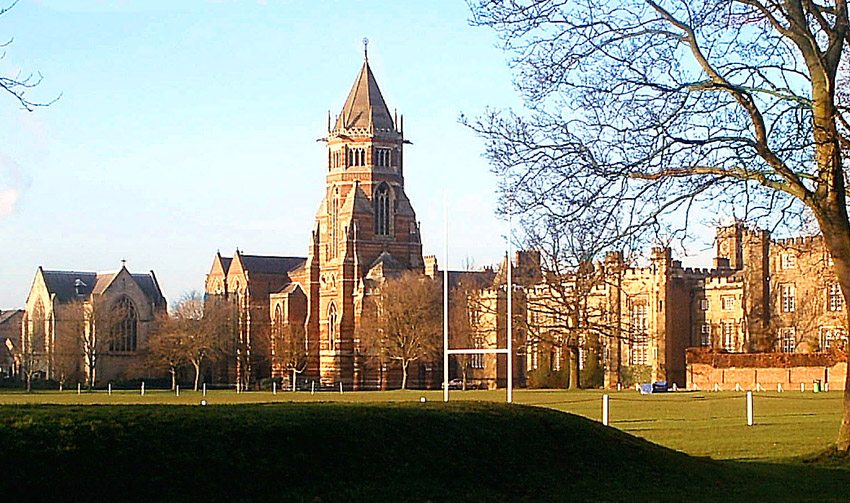
À la Rugby School, où il est scolarisé, Richard Seaman se distingue par son inaptitude à participer à des sports collectifs.

L'intérêt de Richard Seaman pour l'automobile commence à prendre concrètement le pas vers 1929. Avec son camarade d'école Anthony Cliff, il entame une collection de magazines sur l'automobile ; son idole est alors le pilote de vitesse Sir Henry Segrave. Il se met à rêver d'une voiture de course, la « Seaman Special » dont il réalise des dessins,,. Au sein de l'école où la pratique du vélo est encouragée, le trio des « Trois mousquetaires » formé par Richard, Anthony et Rainald Lewthwaite, un troisième écolier, possède illégalement deux motos (un assemblage sur base de side-car Rover et BSA) qu'ils utilisent pour se rendre en ville,. La transgression est découverte lorsque Richard se brise la clavicule dans un accident à son bord.
Après les vacances scolaires de 1929 passées en France près de Tours pour étudier le français, Richard Seaman, qui a entre-temps obtenu son permis de conduire, sillonne la France, le nord de l'Espagne et l'Italie dans l'espoir de participer à des courses. Il ne cache pas à ses parents son souhait de devenir pilote de course mais ceux-ci n'y prêtent pas une grande attention, croyant à une lubie passagère.
En 1931, à dix-huit ans, Richard Seaman est en passe d'intégrer l'université. Ses résultats trop faibles le contraignent à suivre des cours particuliers en vue d'un examen complémentaire pour déterminer son admission. Pour qu'il puisse se rendre chez son professeur particulier, situé à Orpington dans le Kent, William Beattie-Seaman offre à son fils une voiture de sport Riley,, Nine Brooklands,. Le 11 juillet, ce dernier s'en sert pour se rendre à Shelsley-Walsh disputer la course de côte qui s'y tient, l'épreuve sportive la plus ancienne alors organisée au Royaume-Uni,,,. Seaman s'inscrit ainsi à sa première course et termine deuxième de sa catégorie, celle des amateurs sur voitures de sport de moins de 1 100 cm3. Le vainqueur de la catégorie est Whitney Straight, un jeune homme originaire des États-Unis d'Amérique qui fait lui aussi ses débuts en course,.

#### Majorité: étudiant à Cambridge

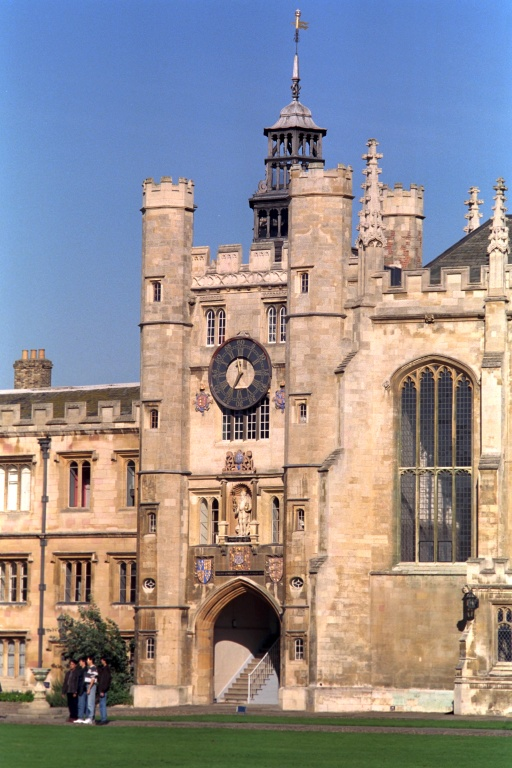
Trinity College à Cambridge est une école de l'excellence pour une jeunesse fortunée où évoluent de nombreux amateurs de courses automobiles.

À la fin de l'été, en octobre 1931, Richard Seaman intègre l'université de Cambridge au sein de Trinity College,,,,. Sous la houlette d'un tuteur, il y étudie dans sa première année le français et passe la première partie de son diplôme en langues modernes et médiévales en juin 1932. Après cela, il se détourne des langues pour un diplôme en politique et passe, dès l'année suivante, les épreuves d'économie et de géographie.
Moins assidu à l'école que ne l'était son père — lequel est trilingue anglais-français-allemand —, il s'ouvre au théâtre, au cinéma et au jazz (il commence alors une collection de disques). Au Trinity College, en 1932, il trouve aussi l'occasion de pratiquer plusieurs activités sportives comme le vélo ou l'aviron avec le First Trinity Boat Club,. Le club d'aviron le retient même pour faire partie de l'équipage qui doit prendre part à la régate de Henley mais il se voit barrer la route par le Prince Abhas de Siam, cousin du Prince Chula Chakrabongse de Siam, à qui la place revient,.
À cette même époque, il rejoint le Cambridge University Automobile Club qui lui donne l'opportunité de retrouver Whithney Straight. Le jeune américain, lui aussi en attente d'obtenir son diplôme, prévoit de courir à bord d'une Maserati Tipo 26 M comme le fit en son temps Sir Henry Birkin.

### Étudiant et pilote amateur

#### 1933: premiers engagements avec ses amis de faculté
Dans le courant de l'année 1933, il commence à prendre part à de plus en plus de courses, ce qu'il cache à ses parents. Ces derniers s'en rendent compte, un soir par accident ; interrogé sur ce qu'il entreprend de faire, il leur répond « je me rends courir toute la nuit à Exeter […] »,. Pour William Beattie-Seaman, dont l'état de santé demeure fragile, cette activité est une source de grande inquiétude,. Il s'en ouvre à son épouse, ce à quoi elle répond pour le rassurer qu'il s'ennuiera bientôt de ce hobby et passera bientôt à autre chose,.

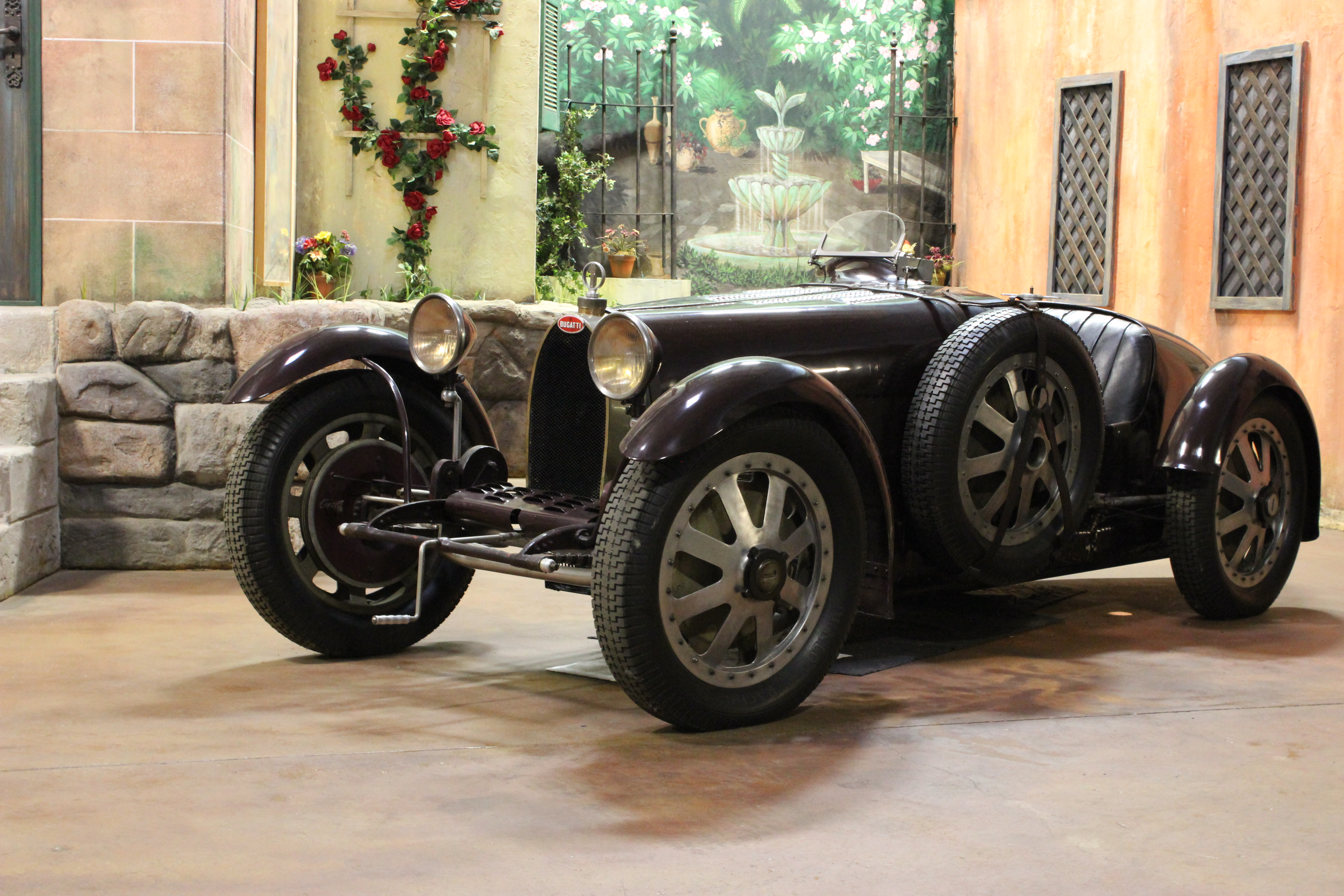
Avant qu'ils ne se rendent compte de l'importance que la course automobile revêt pour leur fils, financent et offrent à leur fils des voitures, comme une Bugatti Type 35.

Sans toutefois en parler davantage à ses parents, Richard engrange plusieurs succès au vu des coupes et autres trophées apparaissant dans sa chambre. Il passe alors de moins en moins de temps avec eux au bénéfice de l'Automobile Club de Cambridge et remplace rapidement la Riley par une MG Magna,,,,, qui doit lui permettre de participer à des courses de régularité. Il s'en sert au mois d'août, à l'International Alpine Trial, une série de courses dans les Alpes en France, en Italie, en Suisse et en Autriche. Une performance surprenante pour un jeune homme avec aussi peu d'expérience mais sans coup d'éclat,. Pour 1933, sa deuxième année à Cambridge, Richard Seaman souhaite aborder le calendrier des courses comme un concurrent sérieux. Il persuade ses parents de lui acheter une Bugatti Type 35 deux litres préparée par un mécanicien compétent mais qui finit détruite contre un bus à la gare routière Victoria, à Londres,,,,,.
À l'aube des vingt ans de son fils, Lilian Beattie-Seaman lui demande ce qu'il souhaiterait le plus comme cadeau « puisque vingt ans est un âge vraiment spécial ». Plutôt que de répondre qu'il souhaite une nouvelle voiture, il demande à la surprise générale une maison de campagne à son nom. Elle tente de le convaincre que désormais beaucoup de ses amis vivent dans des appartements de service mais la réponse est sans appel : « ça n'est rien d'autre qu'un endroit où se suicider tant l'environnement est ennuyeux, et susceptible de mener n'importe quel jeune homme vers la vie frivole des restaurants et des clubs dansants ». Pour Mme Beattie-Seaman, qui fait preuve d'un matriarcat autoritaire, cela sonne comme une menace sinon un désaveu. Un jour, les Beattie-Seaman déjeunent avec Bradley Birt, le président de la Worcestershire Archaeological Society quand celui-ci mentionne une maison en vente à rénover, dans le style Tudor, le manoir de Pulle, plus connu sous le nom du Pull Court. Richard y conduit sa mère — très modérément intéressée — sur place et parvient à la convaincre après avoir conclu la visite des lieux par « J'achèterais cet endroit pour moi si j'étais vous ! »,,,,. Richard en supervise la restauration, la décoration et l'entretien. Ménageant son père, il lui présente le projet au début des travaux. Outre l'enthousiasme évident dont fait preuve son fils, il « espère que cela détournera son esprit des courses de voitures parce que cela le rend mal à l'aise et malheureux pour lui et son futur »,. L'implication de Richard envers la maison de Pull Court donne à ses parents l'illusion qu'il s'est détourné des courses jusqu'au jour où il demande à son père une nouvelle voiture parce que l'actuelle n'est pas assez performante pour les types de courses auxquelles il souhaite participer. William Beattie-Seaman lui rétorque qu'il a déjà beaucoup payé pour des voitures et que désormais c'est à lui qu'il reviendrait de les payer. La décision est autant pécuniaire que médicale : M. Beattie-Seaman devenant de plus en plus inquiet pour la sécurité de son fils et de plus en plus fragile au niveau du cœur, il convient de lui cacher le plus possible que son fils court pour lui éviter du stress et une certaine arythmie cardiaque,.

#### 1934: pilote assidu avec l'écurie Whitney Straight Ltd.

##### Début de saison et prises de décision

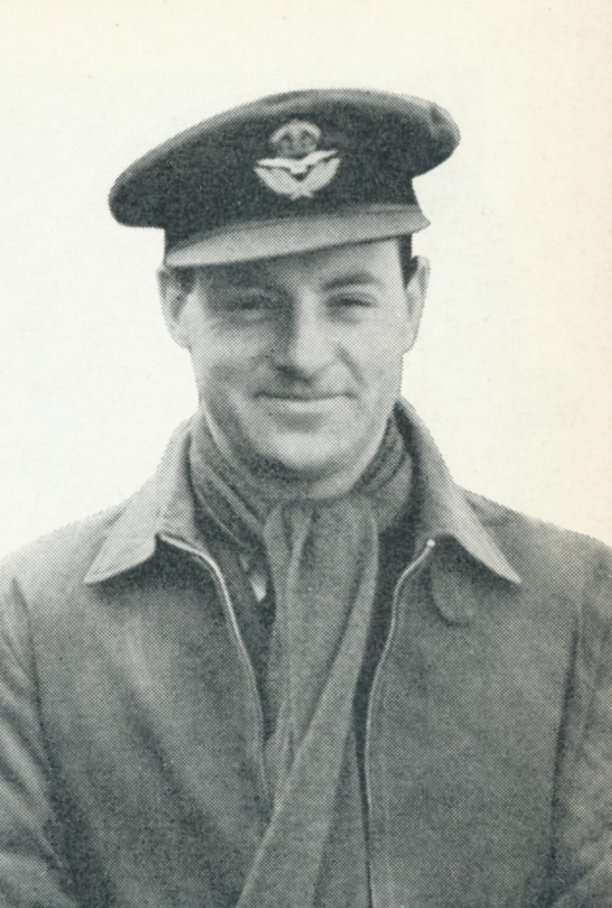
Whitney Straight (ici dans son uniforme de la Royal Air Force) devient l'exemple à suivre pour Richard Seaman et l'élément déclencheur de sa carrière lorsqu'il l'intègre à son écurie.

Devant le refus de son père de lui fournir une nouvelle voiture, Richard Seaman prend la décision de suivre la même voie que Whitney Straight,,,,,,. Ce dernier sort d'une saison remarquable qui l'a conduit du Royaume-Uni au continent aux volants de Maserati Tipo 26 M et 8CM et d'une MG K3 Magnette préparée par les mécaniciens qu'il emploie. Les deux jeunes hommes se rapprochent jusqu'à devenir amis. L'Américain introduit l'Anglais au pilotage des avions et le conduit même à obtenir sa licence,. L'évènement vient en fin d'année, quand Straight fonde en décembre 1933 son écurie professionnelle, Whitney Straight Limited. Trois Maserati 8CM sont acquises ainsi que les services de Giulio Ramponi, un ancien mécanicien de la Scuderia Ferrari. L'équipe est composée de Straight, de Hugh Hamilton et Buddy Featherstonhaugh. Straight propose à Seaman d'acquérir la Maserati et la MG,, qu'il utilisait la saison précédente. Il lui recommande plus particulièrement la MG au moyen qu'elle est « économique à piloter et éligible autant aux courses de handicap en Angleterre que dans les courses de voiturettes sur le continent »,,,.
Après une évaluation rapide des coûts du marché, il approche sa mère, lui présente la voiture, gréée dans une configuration de route et lui demande d'en financer l'acquisition. L'accord passé entre Straight et Seaman stipule que, la voiture acquise, l'Anglais peut bénéficier des services du mécanicien s'il participe aux charges mais qu'il doit engranger de l'expérience dans de courtes courses d'avant-saison avant de s'engager plus sérieusement avec l'écurie. Pour sa première course, l'Inter-Varsity Trial à Eynsham Bypass, il remporte, avec la MG K3,, la classe des voitures de moins de 1 100 cm3 non sans avoir manifesté au passage certaines connaissances en mécanique qui le conduisent à faire modifier le véhicule (pneus, magnéto Bosch, siège remonté pour s'adapter à sa morphologie et suralimentation remaniée). À Brooklands, en mars, il dispute au handicap deux courses de côte et une de sprint, sans résultat. Straight lui renouvelle ses encouragements et lui conseille même de quitter Cambridge s'il souhaite poursuivre en sport automobile « mais évidemment c'est une décision personnelle qu'il [lui] revient de prendre ». Le même mois, il rejoint officiellement l'écurie Whitney Straight Limited et quitte l'école,,,.

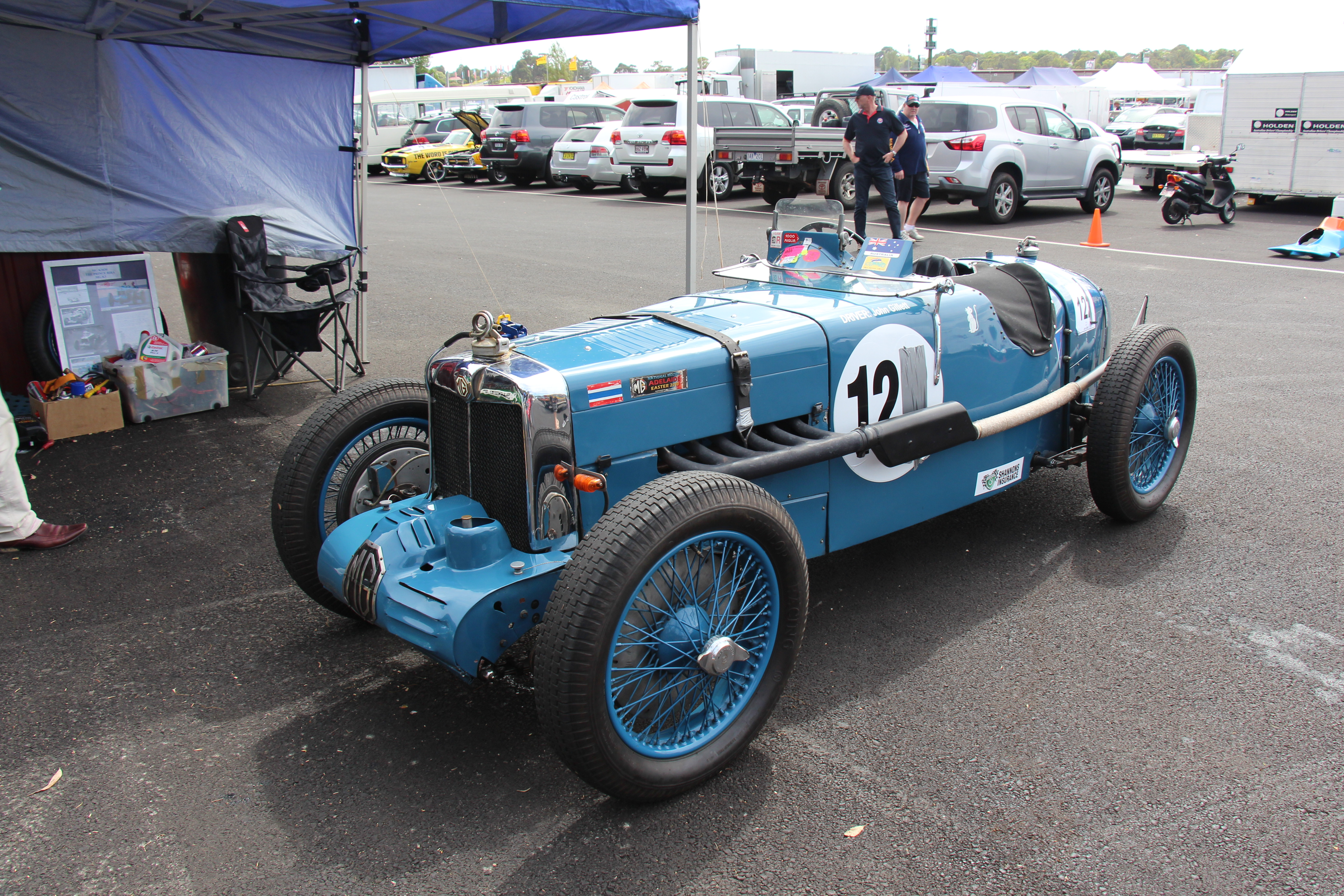
La MG K3 Magnette est la première automobile avec laquelle Seaman concourt aux côtés de Whitney Straight, dans la catégorie voiturettes.

L'annonce faite à ses parents fait l'effet d'une bombe. Mme Beattie-Seaman « regarda [son] mari et [put] voir le terrible effet de cette nouvelle sur lui », mais c'est ce dernier qui brise le silence : « mais, mon cher garçon, quand vas-tu te calmer pour te consacrer sérieusement à ta carrière ? Tu sais que nous avons toujours espéré que tu sois admis au barreau et te présente au Parlement ou que tu sois formé à la carrière diplomatique. Aucune de ces deux activités n'implique la course automobile. Ce n'est qu'un petit sport, un divertissement qui ne mène à rien »,,,. La réponse du fils cingle, il argue que le sport automobile peut être une vraie carrière si on a du talent et que ses parents restent pétrifiés dans les préjugés, la peur et une ignorance colossale. Cela ne l'empêche pas de mener de concert la compétition et la restauration de la maison de Pull Court, quitte à y prendre plus de temps. Un choix de vie qu'il ne regrette pas, aimant la vie au grand air, voyager et rencontrer les autres acteurs du sport automobile. Le lendemain, consciente des conséquences de cette annonce sur son mari, Lilian tente de convaincre son fils de l'inquiétude que son père a pour lui et de renoncer à son projet. Bien que cette décision soit un acte de défiance, pour son mari comme pour elle, qui de plus contrôle les dépenses de la famille, elle reste silencieuse, rendue muette par l'amour et l'affection pour son fils : « […] je n'eus ni le cœur ou l'envie de lui transmettre cette sinistre menace et cet ultimatum et par là de briser les grands espoirs et ambitions de sa jeunesse… Prenant mon silence pour une approbation… il se leva et dit « j'ai plusieurs rendez-vous ce matin. On se voit chez Claridge pour le repas tout à l'heure », et il était parti. Parti comme l'était mon opportunité d'empêcher mon fils de devenir un pilote de course »,.
À la suite de cet échange, l'engagement de Seaman dans un partenariat avec Whitney Straight commence réellement. Ce dernier l'engage à ses côtés pour participer au British Empire Trophy organisé par le British Racing Drivers' Club à Brooklands. Seaman commence par se rendre chez MG pour évaluer le coût de la remise à niveau de sa monoplace aux standards de la saison 1934. Les modifications à apporter à la carrosserie et au réservoir ainsi qu'un raccord à apporter s'avérant trop dispendieuses, il se tourne vers des mécaniciens indépendants qui effectuent diverses modifications dont la finalité est d'utiliser à même la piste un démarreur mécanique externe. Ainsi modifiée, la voiture prend le départ de la course mais abandonne après soixante-douze tours. D'autres modifications sont faites parmi lesquelles la monte d'un système de suralimentation et d'un allumage plus performants. Pour sa première course sur le continent, à Albi, la MG cale au démarrage et abandonne à la mi-course,,,. Après un passage dans les ateliers de Straight à Milan, la MG regagne en fiabilité ce qu'elle perd en performance par rapport à la course de Brooklands et permet à Seaman de terminer troisième de la Coppa Acerbo des voiturettes derrière son coéquipier Hugh Hamilton et l'Italien Raffaele Cecchini, tous deux sur MG,,,,.

##### Première victoire malheureuse au Prix de Berne

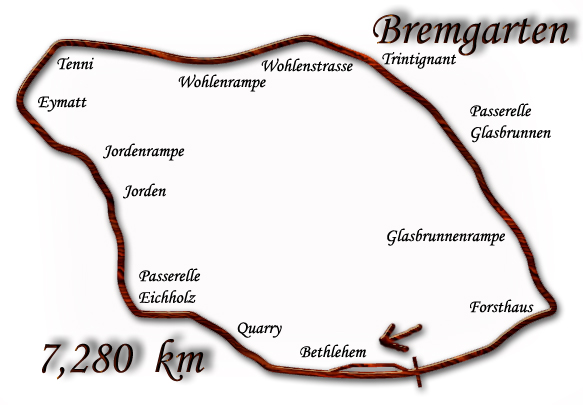
Le dangereux tracé du circuit de Bremgarten est fatal à Hugh Caufield Hamilton, coéquipier de Richard Seaman.

La course suivante est le Prix de Berne, en ouverture du Grand Prix de Suisse. Face aux difficultés du piégeux tracé de Bremgarten, l'écurie préfère maximiser ses chances : seuls Seaman et Hamilton sont présents quand Straight et Featherstonhaugh prennent la direction de Saint-Gaudens pour disputer le Grand Prix du Comminges. Dans des conditions météorologiques, « plutôt effrayantes » et après un premier tour délicat, Seaman, grâce à une bonne gestion de sa course, se retrouve à la poursuite des leaders. Il passe Pierre Veyron sur sa Bugatti et profite de l'erreur de l'homme de tête, Roberto Malagutti sur Maserati, pour s'imposer,,. Cette victoire, la première du jeune Anglais, vient couronner efforts et sacrifices,,,,,, mais la joie est de courte durée : Hamilton, qui court aussi le Grand Prix, porte un poncho pour se protéger de la pluie qui, se retournant lui barre la vue. La Maserati sort de la piste et percute l'un des arbres bordant le tracé, le blessant mortellement,,,,,.
À la suite de ce weekend de courses, Mme Beattie-Seaman qui s'enquiert des progrès de son fils, reçoit un appel du secrétaire de l'écurie Whitney Straight Ltd. Dans le crépitement du combiné téléphonique, elle comprend que son fils a été tué alors que Hamilton a gagné la course. Bien qu'ayant reçu la veille un courrier de son fils dans lequel celui-ci parle de son défunt ami, la nouvelle la choque. Sa première réaction est de donner pour consigne aux domestiques d'empêcher son mari de lire un journal relatant la course pour lui épargner une violente émotion. Pendant qu'elle se rend à Londres — où elle peut constater que les journaux mentionnent la victoire de son fils et la mort de Hugh Hamilton — son époux a tout de même eu accès aux journaux ; en proie à un grand doute et très agité, il faut toute la conviction de son épouse rentrée depuis lors et du valet pour le forcer à se calmer et se coucher. Quelques instants après, victime d'une attaque, il chute lourdement de son lit et est interné dans une clinique,. Richard Seaman, revenu de Suisse où il a inhumé son ami, aidé par le consul britannique en Suisse, n'est pas informé de la situation. La mère et le fils se retrouvent pour parler des évènements récents. Elle lui affirme que son père a été « très heureux et excité » mais que « [n'ayant] pas été très en forme dernièrement » il est actuellement en clinique pour un petit traitement. Quand Richard voit les traits fatigués de son père, sa mère lui affirme que son état de santé s'améliorera mais rajoute, espérant retenir son fils loin des courses sur le continent, que cela prendra du temps.
La convalescence de son père passée, Richard reprend les courses avec notamment une victoire de catégorie à la course de côte du Mont Ventoux, un abandon au BRDC 500 de Brooklands et une cinquième place glanée dans la manche des voiturettes du Grand Prix de Tchécoslovaquie sur une MG K3 louée à l'écurie de George Eyston et Kaye Don,. S'ensuivent une deuxième place au 100-mile Nuffield Trophy de Donington précédée par la toute nouvelle monoplace ERA pilotée par Raymond Mays et deux courses de côte dans lesquelles il n'est pas classé,. De la fin de saison, Seaman retire davantage d'expérience et de confiance auprès de Straight qui fait de lui le directeur de l'une de ses sociétés, Ramsgate Airport Ltd. Ce faisant il obtient une licence de pilote et acquiert un avion léger, un de Havilland Gipsy Moth III que sa mère finance en espérant que cela le détourne « de ce passe-temps bien plus dangereux [qu'est le] sport automobile »,,,,.

##### Dissolution de Whitney Straight Ltd et menaces sur sa carrière

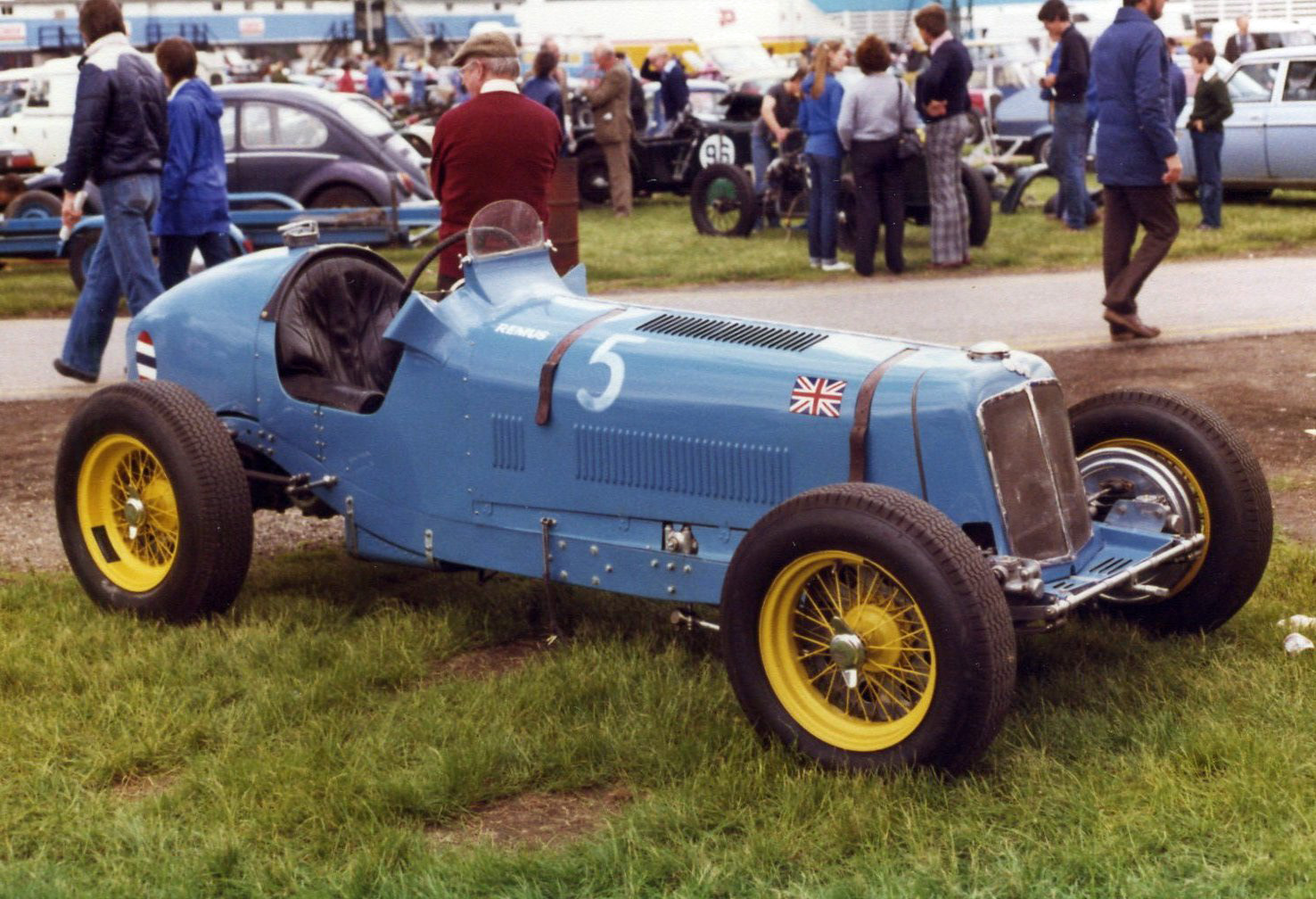
Lorsque Whitney Straight dissout son écurie, Richard Seaman se tourne vers ERA et passe contrat pour une saison pour une monoplace similaire à celle-ci (celle du Prince Bira, surnommée « Remus »).

À l'automne, Whitney Straight annonce qu'il va se marier et, par amour pour sa future épouse, renoncer aux courses et dissoudre son écurie,,. Deux solutions s'offrent alors à Richard Seaman, choisir les Grands Prix, opter pour une imposante Bugatti ou une Alfa Romeo et prendre le risque d'être fréquemment surclassé par les Flèches d'Argent allemandes ou continuer à courir dans la classe des voiturettes où il estime avoir plus de chances de s'imposer,. Sans solution pour continuer à courir, il entreprend à la mi-octobre de faire financer l'achat d'une ERA Type B par sa mère, qui refuse aussitôt pour respecter la promesse faite à son mari de ne plus allouer de fonds pour la passion de leur enfant. Sachant qu'à vingt-sept ans il obtiendra le contrôle des comptes d'épargne, il finit par dire : « Je n'utiliserai évidemment pas tout… le jour viendra où j'aurai à ma disposition les meilleures voitures de course du monde — je ne te demanderai alors plus d'acheter des voitures de course pour moi ! » Voyant là le risque de voir son fils contracter un emprunt sécurisé par ses comptes d'épargne, Mme Beattie-Seaman cède,,.
Fin novembre, il se rend, chèque en main, à l'usine d'ERA, à Bourne dans le Lincolnshire, conclure avec l'ingénieur en chef un accord pour fonctionner avec la société de la même manière qu'il le fit avec Whitney Straight Ltd,,. Un mécanicien, un camion transporteur pour l'Europe continentale et éventuellement une remorque lui sont alloués gratuitement ; les coûts inhérents à la course reviennent à sa charge ; quant aux gains ils sont partagés en autant de parts qu'il y a de pilotes ERA au départ,. Sans camion pour disputer les courses au Royaume-Uni, il rachète le Dodge de son ancienne écurie.
En l'absence de course lors de l'intersaison, Richard Seaman, Whitney Straight et son frère Michael, se rendent par avion dans l'Union d'Afrique du Sud pour disputer le Border 100, la première édition du Grand Prix d'Afrique du Sud,,,. William Beattie-Seaman qui ignore tout du nouveau hobby de son fils pour l'aviation, apprend inopinément la nouvelle par le biais d'un domestique, ce qui lui provoque des palpitations. Il est conduit par son épouse dans une maison de repos où il est tenu informé du déroulement du voyage, de ses escales (notamment au Caire d'où ils reçoivent un télégramme) et de la course elle-même. Lors de celle-ci, le 27 décembre, leur fils, retardé par des problèmes d'essence, termine cinquième, distancé par Michael (troisième) et Whitney (vainqueur) dont c'est l'ultime course. L'angoisse de M. Beattie-Seaman ne cesse pas et, en plein délire, il finit par se lever une nuit pour se diriger vers l'aérodrome le plus proche, convaincu de l'atterrissage imminent de son fils mais est intercepté par la police qui le ramène en lieu sûr.

#### 1935: une saison en semi-professionnel marquée par les trahisons d'ERA

##### Avant-saison: menaces sur son héritage
Peu de temps après le retour de son fils au pays, le 13 janvier, William Beattie-Seaman a pu réintégrer son domicile. Richard, qui prépare sa saison, tient sa mère informée par télégrammes. L'un d'eux, laissé de côté, est lu par le père qui, se sentant trahi, a une violente dispute avec son épouse. Affecté et épuisé par ces émotions, il part se coucher tôt mais, très affecté, chute lourdement. Lorsque le personnel de maison le relève, il insiste pour se rendre dès le lendemain à Londres, non pas pour y voir un médecin mais pour se confronter à son fils : « S'il commence à piloter cette voiture — je laisserai des instructions écrites pour le déshériter »,,,.
Son fils étant parti avec des amis pour une nuit ou deux, la confrontation n'a pas lieu. En attendant son retour, il passe du temps dans les clubs huppés de la capitale mais, toujours aussi contrarié, ne s'alimente presque plus et fait une nouvelle chute qui le conduit à l'hôpital. Pendant ce temps Richard, qui est rentré, est informé de l'alitement de son père mais, sa mère minimisant la gravité de la situation, demeure inconscient de son réel état de santé et part pour une partie de chasse dans le Suffolk avec son ami Tony Cliff. Aux premières heures du matin, dimanche, William Beattie-Seaman meurt et sa menace avec lui. Richard, qui ne savait rien des intentions de son père, s'occupe de son enterrement dans le cimetière de Putney Vale,.

##### Début de saison décevant avec ERA
Passé le deuil, la saison des courses commence le 13 avril, à Donington, au volant non pas de la nouvelle ERA Type B promise par l'écurie mais d'un des prototypes connu sous la référence R1B,,. Au terme d'une course au handicap disputée en deux manches, minée par des problèmes de frein (la garniture, trop lubrifiée glisse sur le tambour du frein) et d'allumage (la bougie du premier cylindre connait des ratés), il termine « brillamment » deuxième, derrière la Bugatti Type 51 de son ami Charlie Martin. Informé de ces problèmes, ERA renonce à inscrire la voiture à la course suivante bien que la distance à parcourir ne soit que de cinq tours,. Il se rend à Monaco où il assiste au Grand Prix local et découvre, admiratif, l'efficacité et l'organisation de l'écurie Mercedes qu'il rêve d'intégrer,,.
Il décide ensuite de prendre part, le 9 juin, au Grand Prix des Frontières en Belgique et demande à ERA de mettre à sa disposition la voiture finalisée. Le constructeur répond avoir imaginé que Seaman ne voudrait pas de la voiture avant le 1er juin,. Très irrité de ne pouvoir en disposer dans un délai suffisamment confortable pour se préparer dans des conditions convenables, il invoque les termes de l'accord passé en décembre dernier, finit par avoir gain de cause et se voit livré dans le courant de la troisième semaine de mai.

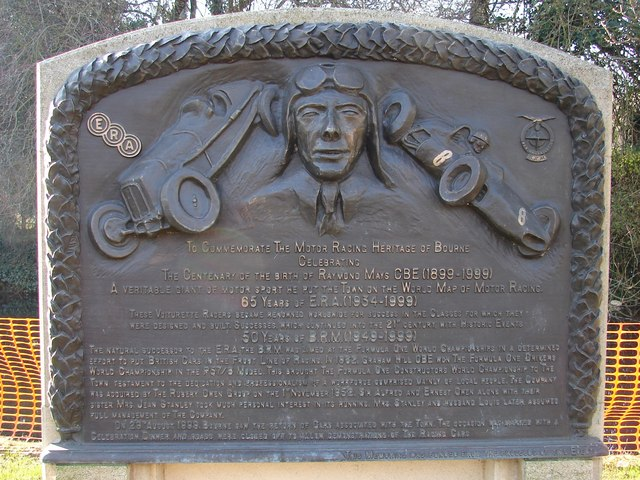
Raymond Mays (ici, une plaque commémorative en sa mémoire), pilote indissociable de l'histoire d'ERA est à l'origine des déboires de Richard Seaman en 1935.

Seaman fait ses débuts, comme prévu, au Grand Prix des Frontières et réalise un bon début de course puisqu'il se retrouve en tête deux tours durant jusqu'à ce que le moteur se mette à faiblir, à émettre des claquements puis à hoqueter et à cracher de la fumée à cause d'un piston grillé,,. Une semaine plus tard, la voiture est réparée par un mécanicien d'usine et acheminée par ce dernier en Allemagne, pour l'Eifelrennen. L'Anglais y retrouve l'écurie ERA venue avec trois de ses pilotes officiels, Raymond Mays, Humphrey Cook et Tim Rose-Richards. Parti derrière eux sur la grille de départ, depuis la troisième ligne, il se retrouve en tête dès le troisième tour mais, à partir du septième tour en perte de pression d'huile après chaque virage à droite, il retourne aux stands pour ravitailler et perd à ce moment-là le commandement au bénéfice de Mays qui obtient la première victoire d'une ERA sur le continent,,,. Peu confiant en la fiabilité de sa voiture, Seaman en réfère de nouveau aux membres d'ERA alors qu'il prévoit de courir la course de côte du Kesselberg deux semaines plus tard. Tony Birch, un Anglais résidant de longue date en Allemagne et précédemment agent pour la jeune firme automobile MG dans ce pays, devenu depuis manager pour l'écurie, signifie à Seaman que Peter Berthon, l'ingénieur en chef de la marque, a délégué deux mécaniciens pour que la voiture soit amenée à Adenau,,,. Elle doit y être réparée pour ensuite être amenée par camion jusqu'au site de la course l'avant-veille du départ. Rien ne se passe ainsi, Berthon et les pilotes d'usine retournent au Royaume-Uni pendant que Birch de sa propre initiative amène la voiture à Munich où il s'affaire sur le moteur. La tournure des évènements a raison de la fidélité de Birch auprès d'ERA qui présente sa démission avant d'être rapidement recruté par Seaman. Pendant ce temps, le journal britannique The Autocar, qui publie les résultats de l'Eifelrennen, crédite Mays du meilleur tour en course alors que Seaman en est l'auteur. Il contacte le journal et découvre l'un des nouveaux coups bas d'ERA : Mays a joint le journal et affirmé être l'auteur de la performance selon les résultats officiels,.
Lors de la course de côte du Kesselberg, l'ERA Type B est à nouveau victime d'un problème mécanique avec un frein avant qui se bloque violemment jusqu'à faire plier l'essieu avant lors d'essais. Après une réparation hâtive, la voiture est remontée sans freins avant et Seaman obtient une frustrante sixième place dans la catégorie des voitures de moins de 1 500 cm3. Le problème se répète peu de temps après lors des essais du Nuffield Trophy, officiellement à cause d'« huile s'échappant d'un bouchon de remplissage incorrectement fermé », conduisant son pilote à une non-participation,. Le doute s'insinue car la voiture qui lui est fournie est supposée être l'égale de celle de Mays alors que sa fiabilité et sa préparation sont bien plus hasardeuses. Sept jours plus tard, il se rend en France, en Seine-Maritime, pour disputer le Grand Prix de Dieppe mais, convaincu de la mauvaise qualité de l'essence fournie par les organisateurs, il fait un aller-retour au Royaume-Uni pour s'approvisionner en carburant. La manœuvre se fait au détriment du temps passé aux essais, mais pas des performances du véhicule qui lui permettent de signer le temps de la pole position devant Mays et d'être en tête de la course quelques tours durant jusqu'à ce que la suralimentation lâche brusquement,,,.

##### Rupture avec ERA et création de l'écurieSeaman Equipe
Ce même weekend, Seaman rompt avec l'écurie, convaincu de sa culpabilité dans sa malchance. Les mécaniciens d'ERA — qui reconnaissent en lui, non pas un jeune homme fortuné et un « m'as-tu-vu » mais un pilote privé naturellement doué pour comprendre la mécanique et développer des tactiques de course — lui avouent que Berthon et Mays étaient de mèche pour l'escroquer et que le moteur installé dans la monoplace n'est pas neuf mais reconditionné après avoir été utilisé par le pilote britannique Lofty England. Il s'avère que la trahison est orchestrée par le manipulateur et égocentrique Raymond Mays, jaloux du talent de son rival comme de la richesse de sa famille,,.

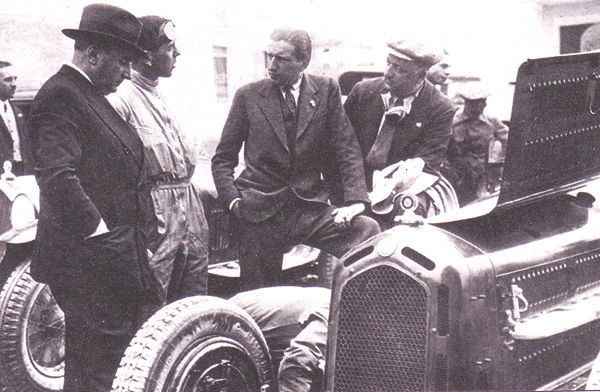
Giulio Ramponi (deuxième en partant de la gauche) ex-membre de la Scuderia Ferrari ayant émigré au Royaume-Uni s'engage auprès de la Seaman Equipe en qualité de mécanicien.

Littéralement enragé, Seaman se décide à ne plus faire de critiques publiques qui, malgré elles, pourraient faire de la publicité à la marque. Il se prononce finalement dans le mensuel Speed où il accuse l'écurie d'être tellement occupée par les voitures d'usine qu'elle en délaisse les voitures des pilotes privés,. Il reconnaît néanmoins la qualité du travail des mécaniciens qui, parfois, s'affairaient sur sa monoplace dans le courant de la nuit, mais affirme qu'ils avaient trop à faire et que « c'est précisément la raison pour laquelle, à la mi-saison, [il avait] décidé qu'il était préférable de libérer l'usine ERA de la nécessité de s'occuper de [sa] voiture »,,. En privé, il ne manque désormais plus l'occasion de dire ce qu'il pense d'ERA et de se fendre de commentaires assassins sur le management et sur le mépris « miteux » avec lequel ils ont essayé de le trahir de bout en bout. Décision est prise de monter la Seaman Equipe, une structure complètement privée au sein de laquelle il recrute Jock Finlayson, un ancien de membre l'écurie de Whitney Straight et Giulio Ramponi, un Italien anglophile, neveu de Giuseppe Campari ayant émigré peu de temps après le scandale de la loterie du Grand Prix de Tripoli 1933 et la mort de son oncle lors du terrible weekend du Grand Prix de Monza 1933,,,,,,.
Ramponi possède une expérience considérable de pilote, avec plusieurs victoires dont une au Brooklands Double-12 Hour de 1929 et de mécanicien, ayant été personnellement attaché à Antonio Ascari puis pilote d'essai pour Alfa Romeo. Même s'il traîne encore des suspicions à la suite du scandale de la loterie, « dans tous les cas, c'était un ingénieur brillant, il avait une compréhension merveilleuse de la mécanique, une grande connaissance et de l'expérience — pas la moindre des faiblesses humaines d'un pilote professionnel sérieux — et était la personne idéale pour aider Richard Seaman à se développer comme pilote » autant comme membre de l'équipe que comme une figure paternelle de substitution,.
La Seaman Equipe s'installe à Ennismore Gardens à l'été 1935,. Dotés de tout le matériel adéquat, les mécaniciens préparent efficacement la voiture qui reprend la compétition le 4 août, en Autriche, pour la course de côte de Grossglockner. Comme la course, longue de vingt kilomètres et très sinueuse, sur un revêtement fait de graviers, pose des problèmes de carburation à haute altitude avec la raréfaction de l'air, décision est prise d'utiliser un carburant moins riche, à la limite de fonctionnement au niveau de la ligne de départ,. La voiture fonctionne sans incident et Seaman obtient une probante victoire de catégorie, assortie du deuxième temps du classement général derrière Mario Tadini,,,. Après cette victoire, Tony Birch est recruté autant pour son sens du management que pour ses connaissances linguistiques au terme d'âpres négociations salariales,. Quatorze jours plus tard, il part depuis la dernière ligne sur la grille à la Coppa Acerbo Junior et s'impose après avoir pris la tête une demi-minute seulement après le premier tour,,,,.

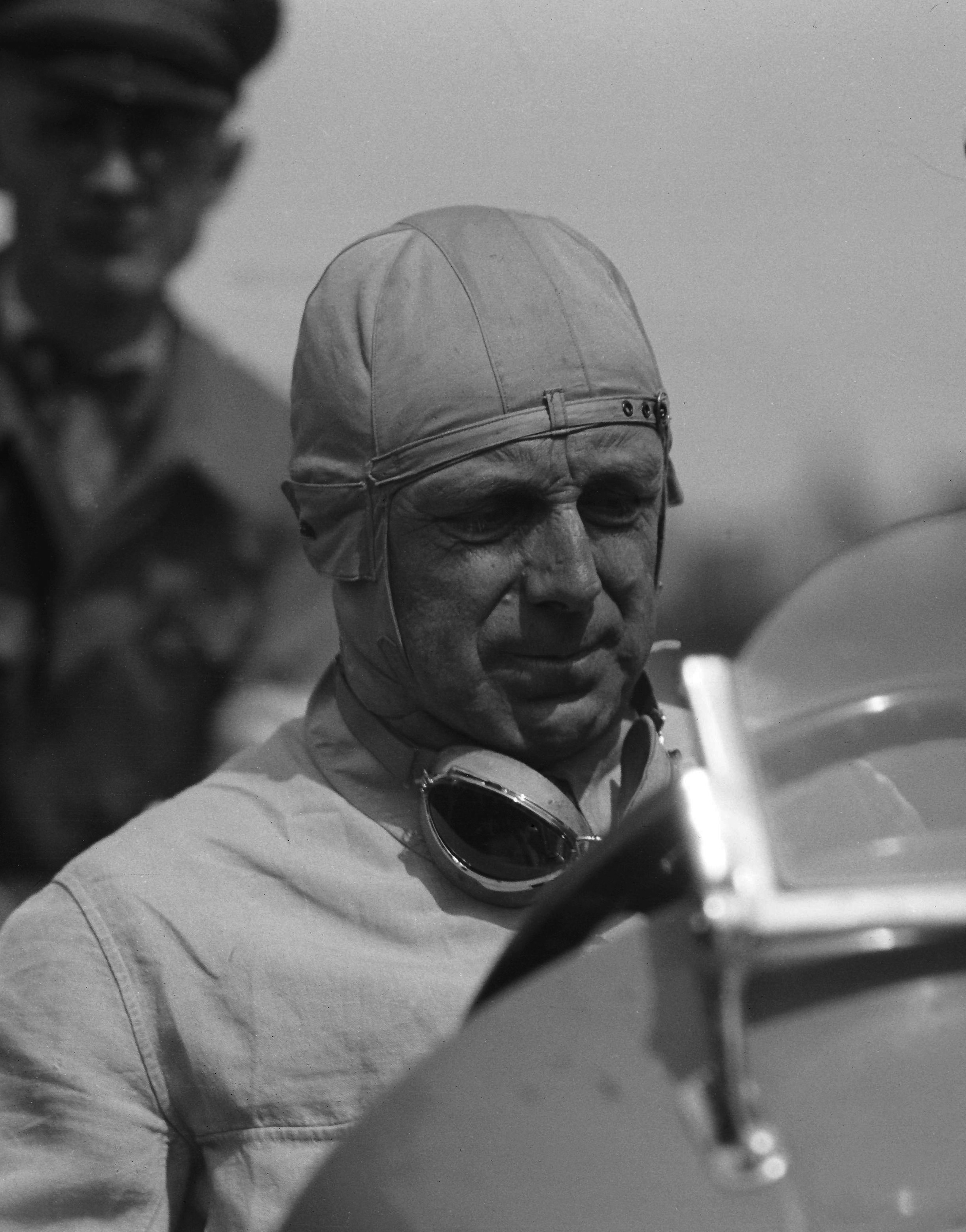
Francis Curzon, 5e Earl Howe (ici à l'Avusrennen 1934) vend à Richard Seaman la Delage 15S8 qui va lui permettre de dominer la saison 1936.

À Bremgarten bei Bern, onze jours plus tard, Seaman, qui remarque que son ERA ne donne pas la pleine mesure de ses performances, soupçonne que l'essence fournie par les organisateurs ne répond pas aux standards de qualité ; il reçoit confirmation d'un chimiste de Berne, ce qui lui laisse le temps de revenir avec un carburant correct pour les séances d'essais du dimanche. Il marque les esprits aux essais en obtenant le troisième meilleur temps toutes séances confondues, une performance réalisée sous des trombes d'eau alors que les autres concurrents s'illustrèrent le samedi, avant l'arrivée de la pluie. La bonne forme se poursuit en course ; dans le premier tour il dépasse, pour sa plus grande satisfaction, les pilotes d'ERA Raymond Mays et Hermann zu Leiningen avant de dominer le reste de la course et de terminer devant l'ERA du Prince Bira et la remarquable mais obsolète Delage 15S8 du comte Howe,,,,,. Deux semaines plus tard, sur les flancs du mont Schauinsland, Seaman retrouve l'establishment d'ERA avec, en tête, Raymond Mays comme spécialiste des courses de côte. Ne parvenant pas à obtenir de différentiel autobloquant comme les Mercedes-Benz, les Auto Union ou Mays sur sa propre voiture, il se résout à prendre le départ au volant d'une voiture au premier rapport fatigué qui patine au démarrage. Au sommet, il défait pour la deuxième fois consécutive ses adversaires, avec une victoire de classe assortie d'une seconde place au classement général à une demi-seconde de Hans Stuck, le Bergmeister en français : « maître de la montagne » et son Auto Union Type B, une monoplace plus puissante de près de quatre cents chevaux,.
Avec trois victoires consécutives, Richard Seaman gagne suffisamment en renommée pour être invité par les frères Evans, des spécialistes de la marque MG, à piloter l'une de leurs Magnette NE pour le RAC Tourist Trophy, une course disputée au handicap, à Ards. Le handicap trop élevé imposé au départ et l'épuisante longueur de l'épreuve 478 milles (769 km) ont raison des performances de l'Anglais qui termine dixième. Deux semaines plus tard, Jack Duller lui confie, en association avec Buddy Featherstonhaugh, le volant de sa Duesenberg-Clemons à Brooklands. Le duo accomplit soixante-douze tours avant d'abandonner, réservoir d'essence percé,.
La saison des courses de voiturettes s'achève à Brno, sur le circuit de Masaryk. Aux essais, Seaman, trop rapide en entrée de courbe, sort de la piste et percute un arbre. Si l'accident est sans gravité pour le pilote, la voiture doit être réparée. Ramponi, qui accompagne pour la première fois l'équipe sur un circuit, dépanne, sans pièces de rechange, la voiture qui parvient à prendre le départ,. L'incident aurait pu être évité car il admit qu'en certaines occasions, ressentant le besoin irrésistible de prendre une courbe aussi vite que possible, il s'exposait au risque quasi-inévitable d'avoir un accident. Alors que Seaman dominait largement la course, les freins, endommagés dans le contact avec l'arbre, lâchent les uns après les autres. Après une fin de course en douceur, franchit cependant la ligne d'arrivée en vainqueur,,.
Au terme de la saison, en dépit de ses victoires acquises à Pescara, Bremgarten bei Bern et Brno,,, les trois circuits continentaux les plus exigeants, il demeure (selon Chula de Siam), « à l'exception de quelques rares connaisseurs du sport, […] relativement inconnu dans son propre pays ». Il se sépare de l'ERA Type B, contrarié de voir ses victoires récupérées par ERA et étalées dans les pages des magazines Speed, The Motor ou The Autocar.

#### 1936:«Tout ce que je souhaite c'est donner une leçon à ERA»

##### Pré-saison: la préparation de la Delage

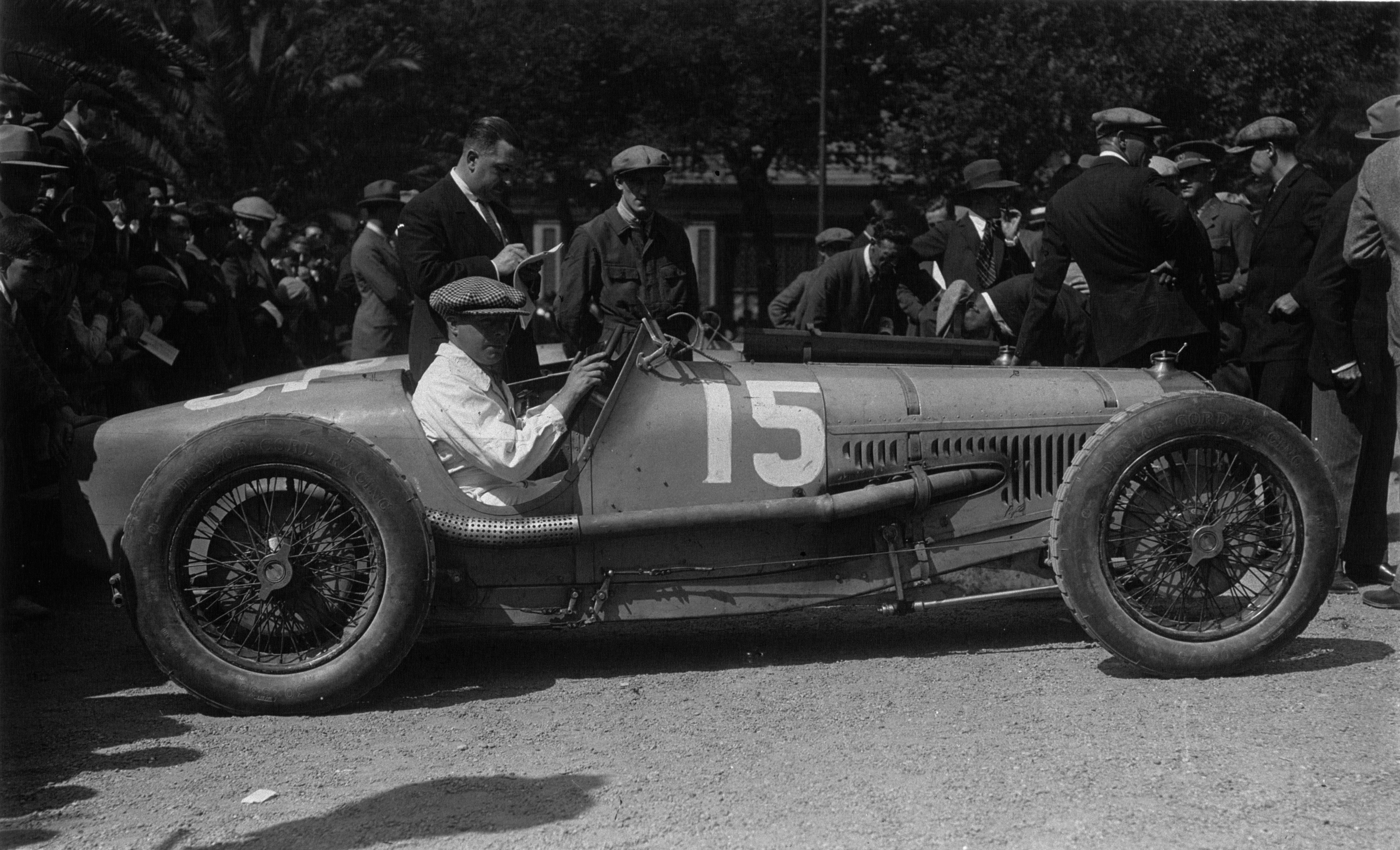
Edmond Bourlier au volant d'une Delage 155B de 1926 dont dérive la 15S8. Cette voiture bien née domine largement les saisons 1926 et 1927.

À l'aube de la saison 1936, l'objectif que s'assigne Richard Seaman est de continuer à gagner, au détriment d'ERA et de Maserati dont la réponse aux succès de la concurrence l'année passée se précise. Tony Birch et plus particulièrement Giulio Ramponi, qui le conseillent, lui recommandent vivement de s'intéresser à la Delage 15S8 pilotée par Curzon aux Grands Prix de Dieppe et de Berne,,,.
Moyennant plusieurs optimisations parmi lesquelles de nouveaux freins, un moteur remis à niveau et une voiture allégée au maximum, ils pressentent que la monoplace a le potentiel pour être plus rapide qu'aucune autre voiture actuelle. En retrouvant le lustre de ses performances passées (c'était la voiture la plus performante des saisons 1926 et 1927) et, avec son statut d'ores et déjà « historique » (avec presque dix ans), elle suscitera davantage de sympathies et récoltera de meilleures primes de départ, plus particulièrement en France. Ramponi met un mois à convaincre Seaman et, avec Birch, prend contact avec Curzon pour lui faire une offre. D'abord réticent, le noble Britannique accepte de s'en séparer, convaincu qu'une ERA serait idéale pour la saison à venir et idéalement financée par la vente de la Delage,,,,.
Seaman se tourne à nouveau vers sa mère et, sans ambages, lui demande un chèque « […] pour acheter la vieille Delage de Lord Howe ». Devant l'incompréhension de sa mère à vouloir acheter une voiture obsolète, il affirme : « je suis déterminé à rendre à ERA la monnaie de leur pièce et à leur donner une leçon. Je tiens particulièrement à prendre le départ sur une vieille voiture pour leur montrer que la saison prochaine, une vieille voiture peut battre leurs modèles les plus récents et plus performants »,. Si l'achat de la Delage et le coût des modifications qui s'ensuivent rendent l'opération aussi onéreuse que d'acheter une voiture neuve, Lilian Beattie-Seaman, compatissante devant les cruelles déceptions de la première moitié de saison passée, accepte. L'ERA Type B est alors vendue mais sans bénéfice par rapport à l'achat de la Delage.
Ramponi, qui ne travaille pas uniquement pour la Seaman Equipe, organise son temps entre son activité de garagiste du côté de Lancaster et Ennismore Gardens pour mettre en pratique le programme prévu pour la Delage. Le pilote et homme d'affaires Guy Griffiths, fournisseur en pièces détachées auprès de l'Italien, introduit auprès de l'équipe, constate le sérieux et l'ambition du jeune employeur de ce dernier,. Birch, qui prospecte en Allemagne à la recherche de solutions, entre en contact avec Electronmetall de Bad Canstatt pour des pistons, ZF pour un différentiel à glissement limité plus moderne et plus adapté aux rigueurs de la compétition et recherche une nouvelle boîte de vitesses plus légère et aux rapports mieux étagés. Il trouve un radiateur plus léger de 20 livres (9 kg) que l'original (53 livres (24 kg) pour l'original contre 33 livres (15 kg)) et sollicite Bosch, fabricant de la magnéto d'allumage spécifiquement conçue pour la Delage pour en obtenir une plus performante. À la mi-janvier, décision est prise de faire jouer la concurrence avec des fabricants britanniques,,.

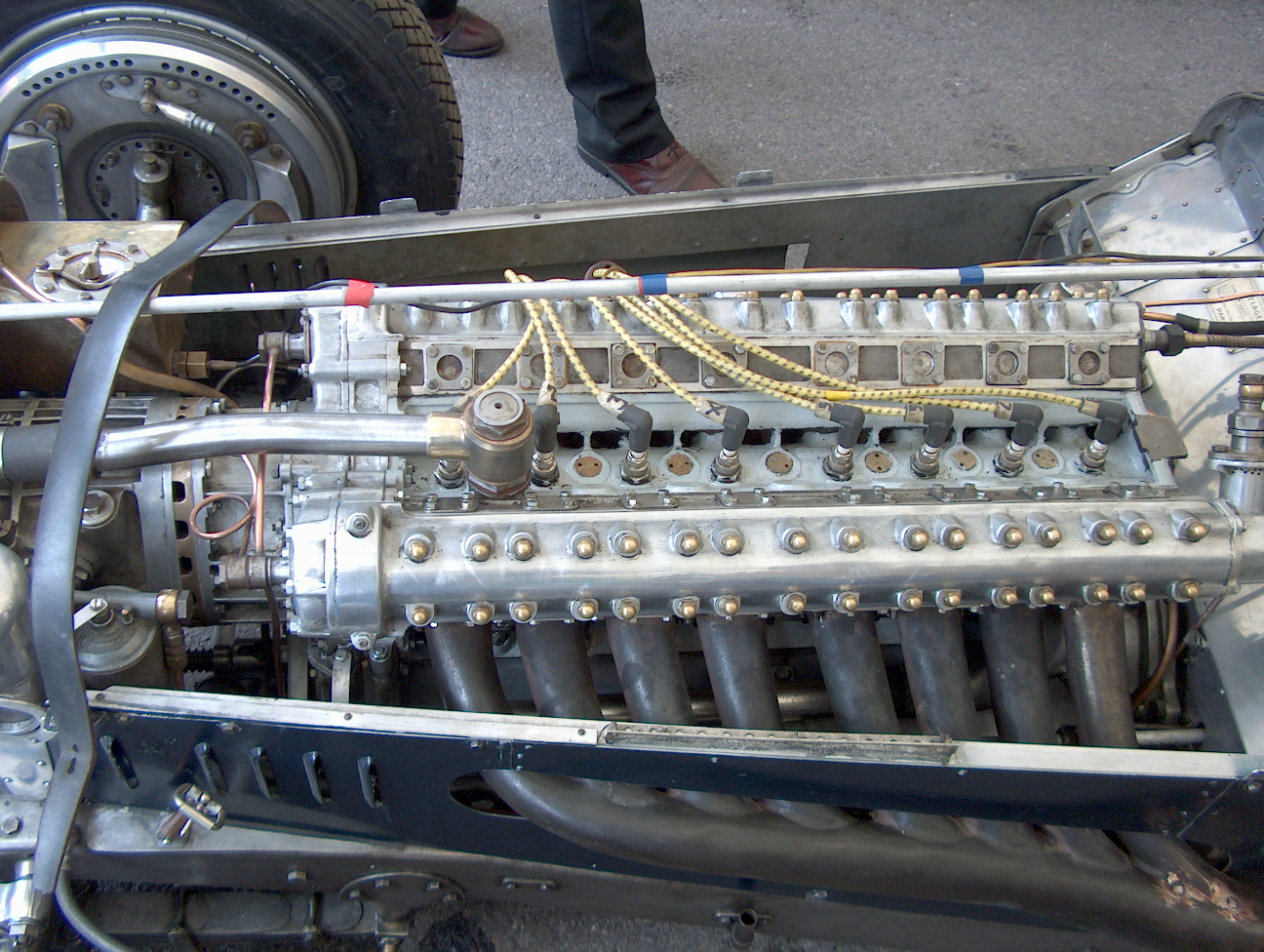
Le moteur, pièce maîtresse de la Delage dessiné par Albert Lory reste, plus de dix ans après sa conception, remarquable de performances.

Sir Herbert Austin, fondateur de la firme Austin, est approché pour requérir les services de leur ingénieur Tom Murray Jamieson afin qu'il évalue les possibilités d'amélioration du système de suralimentation. Jamieson ne trouve pas mieux que le compresseur Cozette déjà en place,. Hepworth & Grandage, de Bradford dans le Yorkshire, société spécialisée dans les pistons, estime que ceux d'origine, pourtant légers, manquent de solidité et en propose de nouveaux, utilisés sur les moteurs d'avion Napier, plus lourds mais qui supporteront un taux de compression de 7:1,. Pour remplacer la lourde boîte de vitesses ENV à présélecteur ajoutée par Curzon, Seaman sollicite Delage qui propose une boîte usagée, naguère accouplée à un moteur V12 de deux litres, moitié moins lourde,. La boîte est alors reconditionnée par Laystall, notamment au niveau des disques d'embrayage et avec de nouvelles garnitures fournies par Ferodo,. Jonas Woodhead & Son Ltd, spécialistes du ressort à lames, fournissent quatre exemplaires de leur dernier modèle de suspension avant monté non plus au-dessus mais sous l'axe avant. Approchée pour fournir un nouvel essieu arrière avec un meilleur rapport de pont, la société David Brown & Son Ltd est écartée à cause de délais de livraison trop longs. Universal Power Drived Ltd, qui œuvre sur les jointures et le perfectionnement de sections des axes avant et arrière de la Delage, la passe au dynamomètre ; sa puissance est alors évaluée à 195 bhp. Bosch livre ensuite une nouvelle magnéto et de nouvelles bougies puis, la suspension (revue par T.B. André & Co ltd), la boulonnerie (issue de la société Acton Bolt Company Ltd) et les carburateurs en provenance de chez SU ont été révisés,. Le système de freinage par câbles est remplacé par un système hydraulique fourni par Lockheed et semblable à celui utilisé sur la Maserati 8CM d'Harry Rose victorieuse à Donington. Enfin, un réservoir d'essence plus petit et plus léger(4,5 gal contre 7 gal et 40 livres (18 kg) contre 135 livres (61 kg)) est installé,,.
Ces modifications conduisent à un allègement considérable de la voiture qui passe de 1 900  à   1 500 lb, soit environ 120 kg de différence, ce dont le magazine The Autocar fait publiquement mention,. Le manufacturier de pneumatiques Englebert se retire du projet, arguant qu'il imaginait équiper une ERA moderne et non une Delage obsolète. Dunlop récupère rapidement le marché, moyennant une publicité sur les flancs de la camionnette d'assistance technique. La dernière modification effectuée concerne le volant, plus petit que celui d'origine et dans les matériaux similaires à celui de l'ERA, qui contribue à l'allègement général. Les pièces remplacées lors de toutes les opérations de préparation sont ensuite vendues par Griffiths.
Galvanisé par les promesses de la commune de Daytona Beach qui offre à quiconque battrait sur sa plage le record de vitesse terrestre de Malcolm Campbell, Seaman mandate Birch pour rencontrer Ferdinand Porsche dans son bureau de Berlin. Sont évoquées la possibilité d'acheter une Auto Union Type A de l'année écoulée ainsi qu'une étude de faisabilité pour une voiture de record qu'il dessinerait. Les deux projets échouent, entre autres, autant pour des raisons politiques (le gouvernement allemand ne souhaitant pas que les pilotes des pays rivaux disposent du même matériel que ses propres pilotes) que pécuniaires,.

##### Vengeance sur une Delage obsolète

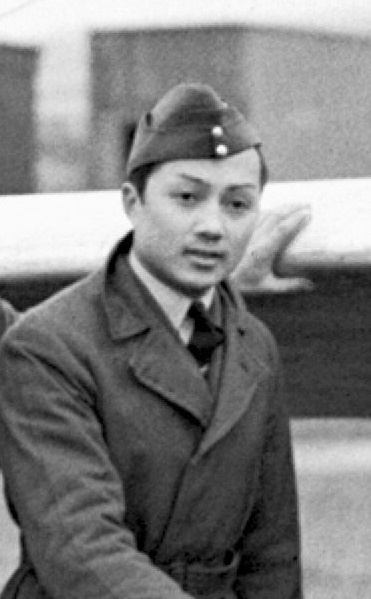
Le prince Bira de Siam, rencontré à Trinity College, est le concurrent le plus sérieux de Richard Seaman tout du long de l'année.

La saison des courses au Royaume-Uni s'ouvre à Donington le 4 avril pour le British Empire Trophy mais Richard Seaman sait d'avance que la Delage ne sera pas prête. Il se tourne vers Harry Rose, récent acquéreur de la Maserati 8CM de Whitney Straight et d'un important lot de pièces détachées, pour lui proposer d'emprunter sa voiture et de partager les primes, moyennant quoi Ramponi réduirait la cylindrée d'un des nombreux moteurs acquis et préparerait ce bloc pour diminuer le handicap de la voiture dans certaines épreuves sans perte significative de performances. Rose, qui prévoit de courir sur une Alfa Romeo, accepte et Seaman prend le départ avec la Maserati équipée d'un moteur de 2,7 l (contre 3,0 l à l'origine) qui la soumet à un handicap moins important. Seaman défait Rose et s'impose au classement général,,. La victoire est saluée par les frères Maserati qui envoient un télégramme de félicitations.
Seaman envisage d'engager sa Delage pour le Grand Prix de Monaco des voiturettes (la Coupe du prince Rainier). Inquiet de voir son protégé prendre le départ d'une pareille course avec une voiture qu'il n'a pas encore testée, Ramponi lui recommande de louer le Nürburgring pour deux semaines à des fins de tests. Sans appréhension particulière quant à savoir que l'Allemagne est administrée par le parti national-socialiste, il s'y rend et en revient à temps pour participer à une série de courses à Donington Park. Après une série d'essais, le 8 mai, nettement dominée par le prince Bira de Siam, la course du lendemain tourne rapidement à l'avantage de l'Anglais ; il dépasse l'ERA de son rival au deuxième des dix tours, malgré un réglage excessif des freins, et remporte une victoire aisée. Il dispute une nouvelle course, en cinq tours, sur le même circuit et la remporte malgré l'opposition de Peter Walker. La course suivante, le RAC Light Car Race, emprunte une partie du tracé du Tourist Trophy de l'île de Man et est longue de plus de trois cents kilomètres. Parti troisième, Seaman s'illustre en optant pour une stratégie sans arrêt de ravitaillement au contraire de tous ses rivaux. Le choix est payant car, au terme des cinquante tours de course, il franchit la ligne d'arrivée vainqueur en prenant un avantage psychologique sur les neuf pilotes des ERA qui ont fini derrière lui ou ont abandonné,,,,. Ces victoires consécutives attirent sur lui les lumières de la presse spécialisée qui relate l'histoire de ce jeune homme passé par Cambridge qui a abandonné ses études et court avec succès sur une Delage obsolète.
La première sortie continentale de la saison est l'Eifelrennen des voiturettes sur le Nürburgring. Parti à la faute sur une accélération dans le premier tour alors qu'il est en tête, il glisse hors de la piste et s'embourbe. À son retour en piste, il a perdu tellement de temps qu'il se retire volontairement et présente ses excuses à son équipe,,,,. Une semaine plus tard, il dispute, à Péronne, le Grand Prix de Picardie. Les pilotes commencent par s'affronter dans deux manches préliminaires de dix pilotes chacune. Pour se qualifier pour la manche finale, il faut terminer dans les trois premiers de sa manche ou parmi les quatre pilotes les plus rapides des deux groupes confondus n'ayant pas terminé aux avant-postes. Soutenu par le public français, Seaman remporte sa manche malgré une chaleur de plomb. Épuisé, la face brûlée par le soleil, il s'engage tout de même pour la manche finale mais part à la faute lorsque son boîtier de direction défaille, provoquant un accident, après cinq tours, peu après s'être fait ravir la troisième place,,. Il ressort indemne de la collision mais reconnaît « [se] sent[ir] effrayé et étonné [qu'il] ne soit pas blessé »,.
Après un bref passage sur l'autodrome de Linas-Montlhéry, en compagnie de son compatriote Tom Clarke sur l'Aston Martin de ce dernier, pour un Grand Prix de l'ACF ouvert aux seules voitures de sport et non de Grand Prix, il annule sa participation au Grand Prix d'Albi car la Delage ne peut être prête à temps. À défaut, il poursuit ses engagements sur les voitures d'autres pilotes. Il s'engage aux côtés de Freddie Clifford sur une Lagonda LG45 aux 24 Heures de Spa et termine quatrième au classement général et vainqueur de classe. Invité par la Scuderia Torino, l'écurie d'usine de Maserati, pour courir le Grand Prix d'Allemagne dans la catégorie reine, le championnat d'Europe des pilotes, sur une de leurs Tipo V8RI, l'expérience tourne court : gêné par les freins, il ramène la monoplace au stand après seulement trois tours. Il prend dès lors le relais de son coéquipier Carlo Felice Trossi, sur Maserati 4CL, et ne peut mieux faire qu'une décevante huitième place,,. Déçu des performances des Maserati, il assène qu'une voiturette aurait été plus rapide.

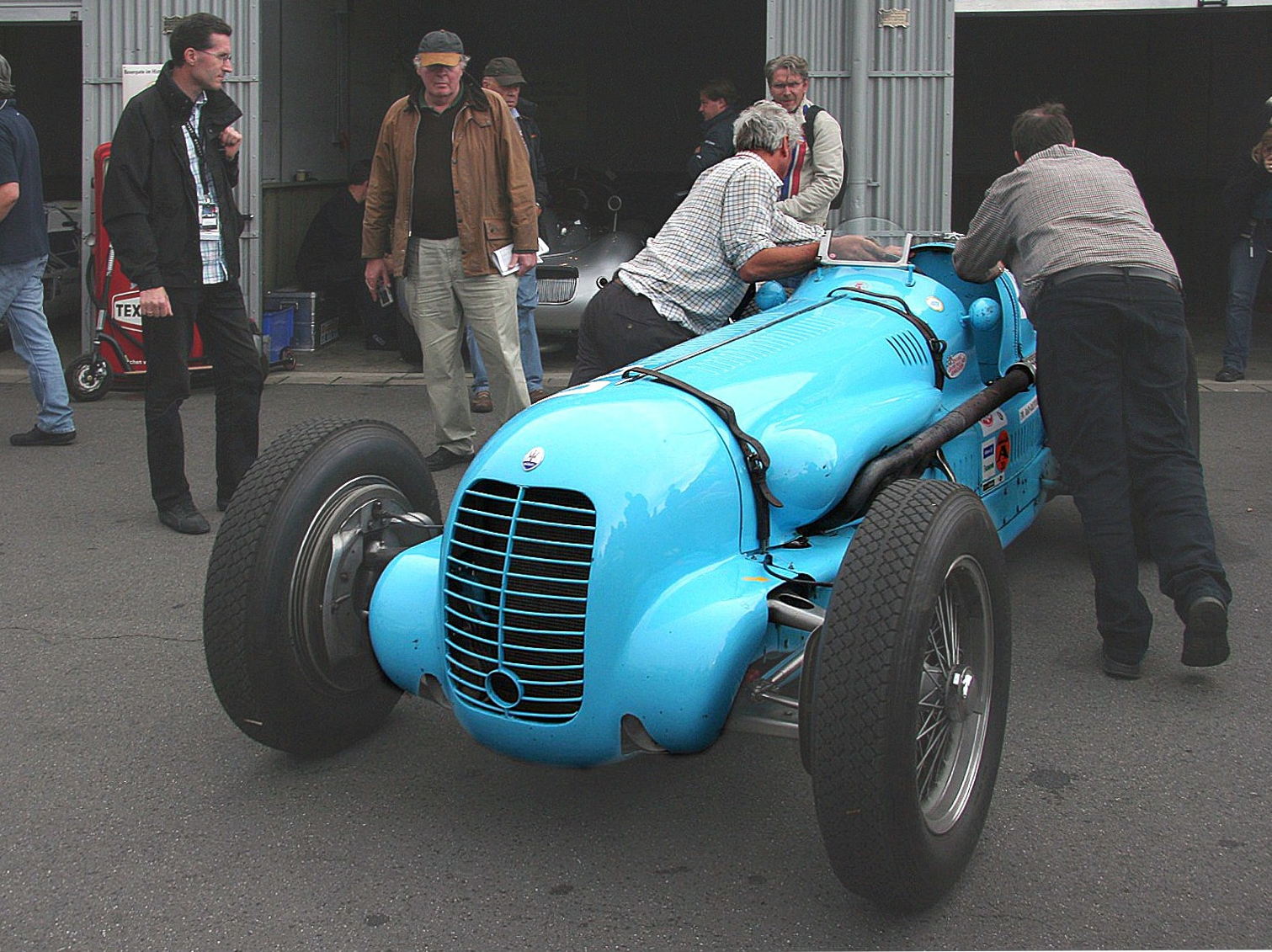
La Maserati Tipo V8RI que Seaman est invité à piloter lui permet d'enregistrer sa première participation au championnat d'Europe des pilotes au Grand Prix d'Allemagne 1936 (abandon).

À l'issue de cette série d'engagements, Ramponi et Finlayson ont fini de réparer la Delage et l'ont équipée d'un moteur de remplacement plus léger. Seaman envisage, pour le courant du mois d'août, de disputer quatre courses en autant de week-ends. À Livourne, pour la Coppa Ciano, la Delage ne tient pas la distance à cause d'un mauvais réglage de la pompe à air qui fait cahoter le moteur tout du long et ne permet à son pilote que d'obtenir la sixième place,,. La suite est plus heureuse à Pescara, à la Coppa Acerbo des voiturettes où il renoue avec la victoire, sa monture ayant particulièrement bien fonctionné,,,,. S'il accepte l'offre de l'Officine Alfieri Maserati de participer l'après-midi même, en Grand Prix, au volant de la Tipo V8RI, l'expérience tourne au fiasco dès le quatrième tour avec la perte du rétroviseur, un frein avant qui se bloque, le moteur qui fonctionne sur sept cylindres en atteignant 110 °C,,. À Bremgarten bei Bern, il réussit à gagner pour la troisième année de suite le Prix de Berne après être parti de la pole position,,,,,. Alfred Neubauer, le manager de l'écurie Daimler-Benz AG, présent sur place, constate le talent de l'Anglais,. La dernière course d'août, à Donington Park, pour la Junior Car Club 200 mile race, le voit longuement s'opposer à Earl Howe, l'ancien propriétaire de la Delage, qui, sur son ERA Type B, domine la course jusqu'à son arrêt ravitaillement pendant lequel Seaman le passe pour terminer vainqueur. Cette performance fait de lui le remarquable vainqueur de trois courses majeures dans la catégorie des voiturettes en autant de semaines et de pays,,,,.
Revenu au Royaume-Uni début septembre, il dispute le Tourist Trophy sur une Aston Martin Speed Model dont le moteur casse après douze tours pendant lesquels il a mené la course et battu, à deux reprises, le record du tour du circuit d'Ards dans la catégorie des véhicules de moins de deux litres. Le BRDC accorde au pilote le plus régulier et victorieux basé au Royaume-Uni une récompense symbolisée par le BRDC Gold Star award que convoite également le prince Bira. Mieux préparé et en avance sur son rival anglais, le Siamois dispose d'une avance de huit points à l'approche du Grand Prix de Donington qui s'avère décisif dans l'attribution du titre. Conscients du retard de leur pilote, Birch et Monkhouse (ami de Seaman et photographe pour Kodak) lui recommandent de s'adresser directement à Neubauer afin de solliciter une Mercedes, la Delage n'étant pas éligible à cette course. La dictature allemande imposant à ses écuries de détruire les voitures plutôt que de les laisser aux mains d'un étranger, Neubauer oppose, diplomatiquement, un refus courtois, arguant que la politique de l'entreprise est de ne vendre ni louer à quelque pilote que ce soit. Ramponi obtient alors d'Hans Ruesch qu'ils se partagent l'Alfa Romeo 8C-35 récemment achetée par le Suisse à la Scuderia Ferrari. En dépit d'une victoire facilement acquise,,,, Seaman n'obtient que la moitié des points pour avoir partagé la voiture avec Ruesch, et se retrouve un point derrière Bira avant l'épreuve finale du Mountain Championship.
Sa performance en Allemagne, la deuxième manche d'un championnat qui en compte quatre, lui vaut d'être sanctionné de sept points dans le championnat d'Europe des pilotes (seul compte le résultat obtenu sur la voiture avec laquelle il a pris le départ). Au titre des autres manches, à Monaco, en Suisse et en Italie, auxquelles il n'a pas participé, il est systématiquement sanctionné de huit points et termine le championnat avec un total de 31 points, à la vingt-huitième place, à 21 points du champion, Bernd Rosemeyer,.
Au terme de la saison, Richard Seaman est devenu célèbre grâce à ses exploits sur la piste au volant d'une voiture obsolète. Pourtant, son propre mécanicien, Giulio Ramponi juge qu'« [il] est un fin pilote, mais pas […] aussi bon que Whitney Straight ait pu l'être s'il avait continué à courir. Straight avait d'incroyables talents et peut-être que ceux de Seaman ne sont pas encore développés […] »,.

##### Recrutement par Mercedes et fin de saison

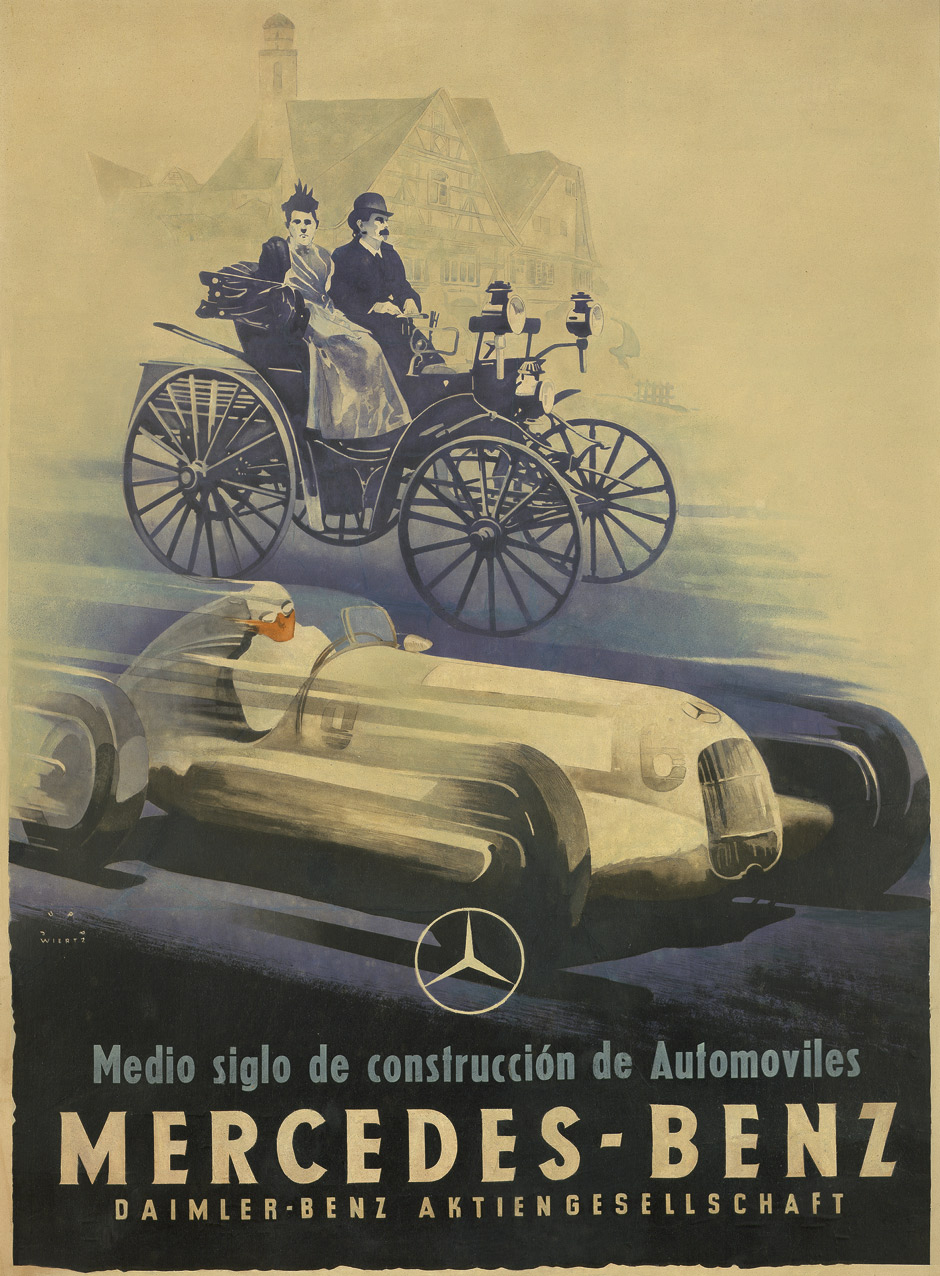
Richard Seaman est testé sur la version B de la Mercedes-Benz W25 pour intégrer l'écurie Mercedes.

Très peu de temps après le Grand Prix de Donington, Richard Seaman reçoit un télégramme de Daimler-Benz AG qui l'invite à les rejoindre entre le huit et le vingt-deux octobre (soit cinq jours après la course) pour une série de tests sur le Nürburgring afin de recruter les nouveaux pilotes Junior de l'écurie,,,,,,,,. Alfred Neubauer lui-même doit demander la permission à Adolf Hitler de tester un pilote étranger à l'Axe. Après une sérieuse discussion avec sa mère sur les relations diplomatiques et les tensions existants entre l'Allemagne et le Royaume-Uni, il consulte son entourage dans les sphères du sport automobile comme de la politique avant d'accepter l'offre,,. Il renonce volontairement au Mountain Championship et à ses chances de sacre car les essais se déroulent en même temps,. Face à une concurrence très majoritairement allemande et issue des sports motocyclistes, son expérience sur la Delage lui permet de tirer le meilleur parti de la Mercedes-Benz W25B allouée et de signer les meilleurs résultats chronométrés,,.

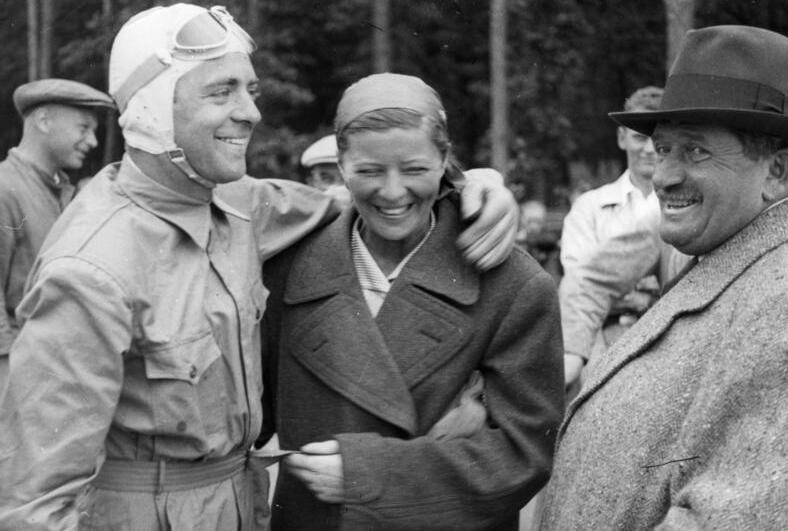
Bernd Rosemeyer (ici en compagnie de son épouse Elly Beinhorn et de son employeur Ferdinand Porsche) est le champion d'Europe sortant de la saison 1936 au volant d'une Auto Union.

S'il soigne sa prestation auprès de l'encadrement technique et de Neubauer qu'il impressionne par sa cohérence et son assurance, ce dernier fait savoir à Birch et à son pilote que le choix définitif ne sera communiqué qu'ultérieurement. Informé de ces résultats, Auto Union contacte Seaman pour lui proposer une séance d'essais mais, après moult atermoiements, l'écurie de Chemnitz pour laquelle l'Anglais manifeste plus d'intérêt (le titre conquis par Bernd Rosemeyer l'an passé, les solutions techniques avant-gardistes) prouve son inefficacité. D'annulations en reports et replanifications, l'intérêt s'émousse pour devenir exaspération. Lorsque Mercedes l'informe que de nouveaux essais doivent avoir lieu à Monza, il accepte de manière immédiate.
Pendant cet entre-deux, il continue de se renseigner auprès d'Earl Howe qui compte des proches à Whitehall et au Parlement du Royaume-Uni. Ceux-ci encouragent la démarche sur le plan diplomatique car elle permettrait d'apaiser les tensions dans un mouvement d'ouverture quand Howe lui-même lui conseille de persévérer sur un plan strictement sportif,. Si cette démarche n'apaise pas sa mère, toujours inquiète de la situation, elle permet à Richard de s'écarter d'elle avec un enthousiasme mitigé car il sera indépendant, humainement et financièrement mais n'aura pour autant pas le droit de faire sortir son salaire du pays,,. Les essais à Monza sont suffisamment concluants pour que Neubauer lui propose un poste de pilote Junior (ou cadet, selon la terminologie employée) au même titre que le Suisse Christian Kautz,,. Pour Neubauer « [Kautz] a bien roulé » alors que « [Seaman] a un réel talent »,. Auto Union tente à nouveau de retenir le britannique qui, déjà sceptique sur cette écurie, préfère accepter l'offre de la firme à l'étoile ; une offre que le chancelier allemand Adolf Hitler doit valider au même titre que pour tous les autres pilotes des deux écuries allemandes,,.
N'ayant plus besoin de sa Delage 15S8, il lui trouve rapidement un repreneur en la personne du Prince Bira qui l'achète assez cher pour générer un bénéfice financier vis-à-vis des montants investis lors de l'achat et des optimisations,,. Afin d'honorer ses engagements dans trois courses en Afrique du Sud, il demande à Bira de lui louer la Delage ou la Maserati 8CM que ce dernier utilisait pour le Grand Prix de Donington. Bira lui laisse la Delage, qu'il emporte par bateau vers East London à bord du MS Winchester Castle.
La première course de la tournée sud-africaine est le Grand Prix national disputé au handicap, auxquels participent également les pilotes Auto Union Bernd Rosemeyer, qui achève à peine sa lune de miel avec son épouse Elly Beinhorn, et Ernst von Delius. Après avoir sympathisé et pêché le requin ensemble, les deux Allemands affirment qu'avec leurs voitures aussi puissantes que pénalisées au départ, ils ne pourront pas gagner et prédisent une victoire de Seaman. Le jour de l'an, sur le circuit d'East London, l'Anglais et sa monoplace reçoivent un handicap très important, eu égard à toutes ses victoires de la saison. La prestation tournant court, plutôt que d'abîmer une voiture qui ne lui appartient plus, il annule ses participations aux deux autres courses prévues au Cap (Grosvenor) et à Johannesbourg (Grand Prix du Rand) et rentre au pays qu'il rejoint le 25 janvier.

### Pilote chez Mercedes:«Der Englander»

#### 1937: dans l'ombre des vedettes

##### Premiers essais et blessure

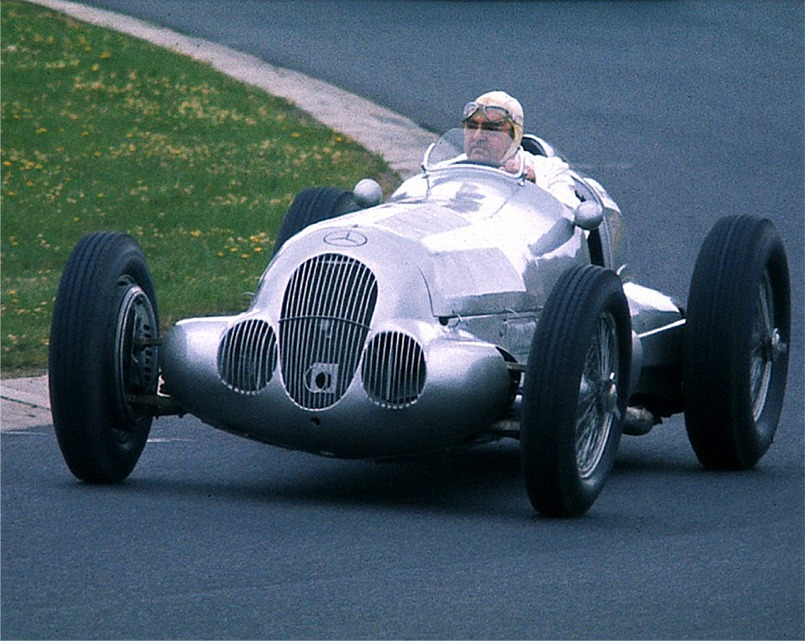
Hermann Lang (ici en 1977) fait la démonstration sur le Nürburgring de la type W125, la monoplace de Mercedes pour la saison 1937.

Devenu pilote officiel Mercedes après avoir signé son contrat de pilote junior en février,, Richard Seaman change de catégorie et se trouve en position de disputer l'intégralité du championnat d'Europe des pilotes dont le calendrier 1937 comporte cinq épreuves, les Grands Prix de Belgique, Allemagne, Monaco, Suisse et Italie,. L'écurie qu'il intègre, dirigée par Alfred Neubauer, est richement dotée, avec une subvention annuelle de 500 000 RM. Il fait équipe avec Rudolf Caracciola, Manfred von Brauchitsch et Hermann Lang comme pilotes titulaires, le Suisse Christian Kautz comme pilote junior et l'Italien Goffredo Zehender comme pilote de réserve.
Pour l'accompagner dans son aventure allemande, sa mère et Tony Birch conviennent que ce dernier continue d'être le manageur personnel du jeune homme sur place, au bénéfice de sa plus grande maturité et de son allemand courant. Parti fin février prendre ses marques, il participe aux essais du 1er avril à Monza avec une W25K en attendant que la prometteuse type W125 soit prête,. Il commet la même erreur que tous les autres ténors à leurs débuts en accélérant excessivement à la sortie d'un virage ; sorti de la piste, il se fracture la rotule et doit être hospitalisé avec un plâtre à Milan mais, à la grande satisfaction de Neubauer, il a eu le temps de réaliser des tours rapides comparables à ceux de ses coéquipiers et meilleurs que ceux d'Auto Union, présents eux aussi,.

##### Premières course avec Mercedes et deuxième place à la Coupe Vanderbilt
Huit jours après son hospitalisation, il quitte l'hôpital de Milan pour un chalet loué à Ambach. Deux jours plus tard, il est déclaré apte à participer au premier Grand Prix du calendrier 1937 de Mercedes, à Tripoli et embarque la semaine qui suit pour la Libye,. Pour sa première apparition avec sa nouvelle écurie, il réalise le huitième temps des qualifications, d'abord gêné par un moteur mal réglé et ne donnant pas la pleine mesure de sa puissance puis contraint à l'immobilisme pour réparer une panne mécanique,,. En course, il compense le handicap du départ et évite les pièges de la course (une manœuvre entre Lang et Von Delius le force à un freinage brutal pour éviter l'accrochage) pour pointer, à mi-distance, en deuxième position avant de tomber dans le piège de la sécheresse et de voir son travail ruiné par la poussière du sablonneux circuit de la Mellaha et termine finalement septième, dépassé par quatre des cinq Auto Union et par son coéquipier Rudolf Caracciola,,,,,,.
La poussière n'est pas le seul élément en cause dans cette contre-performance, car, selon l'aveu de l'ingénieur anglo-allemand Rudolf Uhlenhaut, les mécaniciens qui avaient placé des chiffons pour éviter l'encrassement avant la course en ont oublié un dans la voiture de l'Anglais.
Revenu en Allemagne disputer l'Avusrennen, il ne peut concourir pour la victoire avec sa classique monoplace W125 quand ses coéquipiers disposent de voitures à carrosserie aérodynamique Streamline, parfois dotées d'un moteur plus puissant utilisé pour les records de vitesse,,,. Rendant 20 km/h en vitesse de pointe aux plus rapides, il termine néanmoins cinquième après un âpre duel pour le gain de la quatrième place face à Rosemeyer où la dégradation des pneumatiques condamne l'Anglais,,,,,. Pendant ce temps, Lilian Beattie-Seaman, informée que Tony Birch organise, au chalet d'Ambach, des fêtes à répétition où l'on trouverait alcool et jeunes femmes, met un terme à la mauvaise influence de ce manageur coureur de jupons et au gaspillage de l'argent alloué. Elle clôt plusieurs comptes bancaires de son fils pour ne lui laisser que le nécessaire et débarrasse Richard des services d'un traducteur devenu inutile et presque encombrant en raison de ses progrès au contact de Rudolf Uhlenhaut qui parle aussi bien l'allemand que l'anglais,,. Il dispute l'Eifelrennen mais toutes les Mercedes y souffrent de problèmes de carburation ou d'essence,. Il doit céder sa voiture à Von Brauchitsch qui a endommagé la sienne lors des essais et ne reçoit qu'au petit matin un véhicule de remplacement qui connaît en course les mêmes désagréments que les autres Mercedes et s'immobilise sur une complète défaillance de la pompe à essence après un tour,,.
Mercedes prend la décision de scinder son équipe en deux, une partie disputant la manche d'ouverture du championnat d'Europe des pilotes à Spa-Francorchamps pour le Grand Prix de Belgique, l'autre partant courir, à New York, la Coupe Vanderbilt,,. Manfred von Brauchitsch et Hermann Lang restent en Europe quand Rudolf Caracciola (tout juste marié en secondes noces avec Alice Hoffman, née Trobeck, divorcée d'Alfred Hoffman, ex-compagne de Louis Chiron et chronométreuse de la firme à l'étoile) et lui vont aux États-Unis. Bernd Rosemeyer et Ernst von Delius représentent Auto Union quand Giuseppe Farina et Tazio Nuvolari défendent les couleurs de Ferrari. Arrivé sur place rien ne semble se passer comme prévu. Les premiers repérages sur le circuit mettent en évidence les difficultés à mémoriser les points de corde et de passage prévu du Roosevelt Raceway du fait de l'absence de points de repères,,. Le revêtement poussiéreux correspond mieux aux voitures américaines aux suspensions rigides pourtant moins développées que les suspensions indépendantes des monoplaces allemandes. Enfin, les essais se passent mal à cause de la mauvaise qualité du carburant américain, de boîtes de vitesses à l'étagement mal adapté au tracé et, plus grave, de freins se bloquant. Gêné par ce problème de freins lors des qualifications, il réalise le quatrième temps mais conserve sa position au départ, derrière Rosemeyer, Caracciola et le local Rex Mays,,. Si, assez rapidement, il dépasse Mays et profite de l'abandon de son coéquipier, il ne parvient jamais à rivaliser avec Rosemeyer et finit deuxième de la course,,,,.

##### Nouveaux accidents en Allemagne et à Pescara

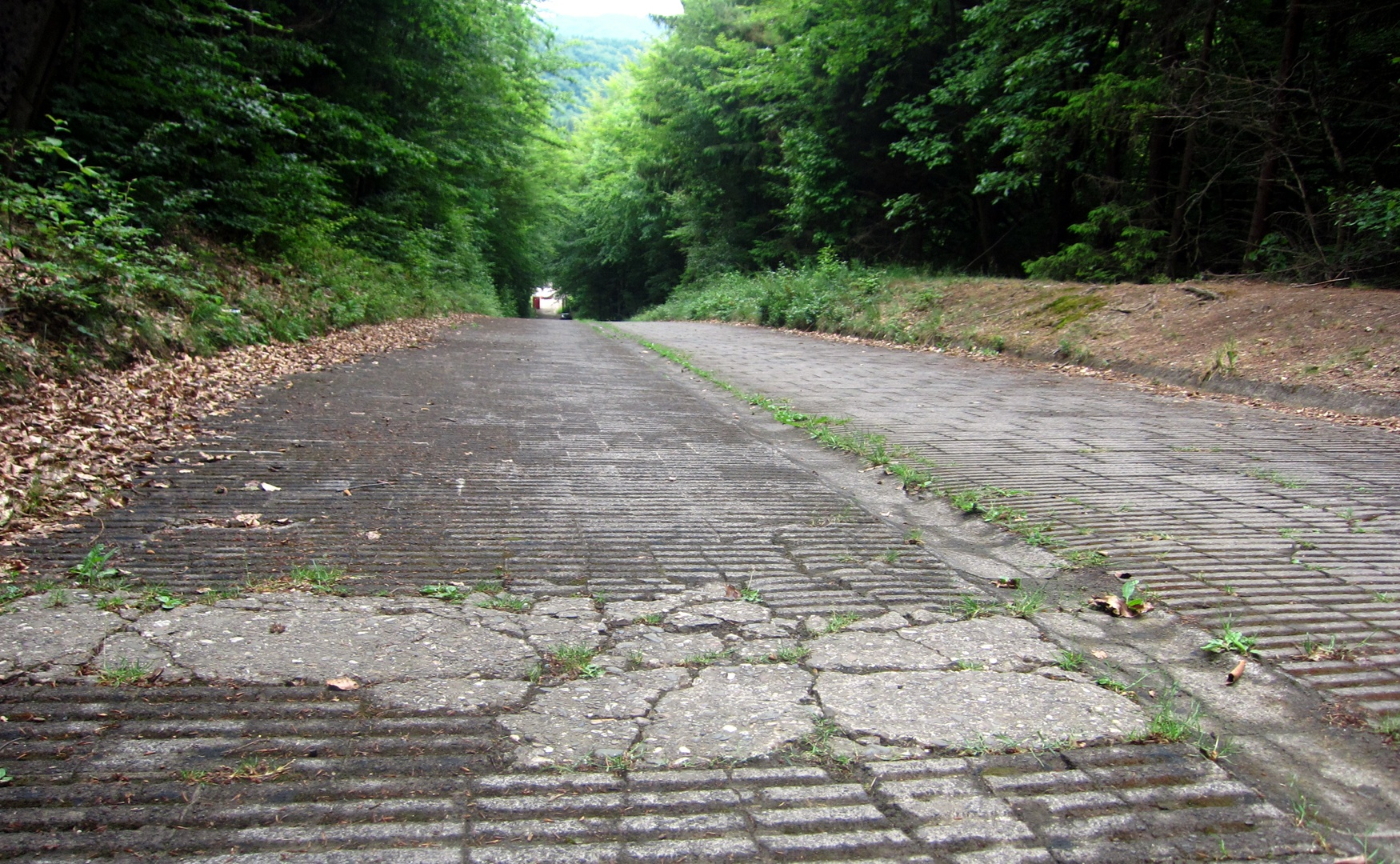
Sur le Nürburgring, un circuit lent, bordé d'arbres que l'on surnomme l'« Enfer Vert », Richard Seaman est victime d'un accrochage qui le défigure et, qui coûte la vie de l'autre pilote, Ernst von Delius.

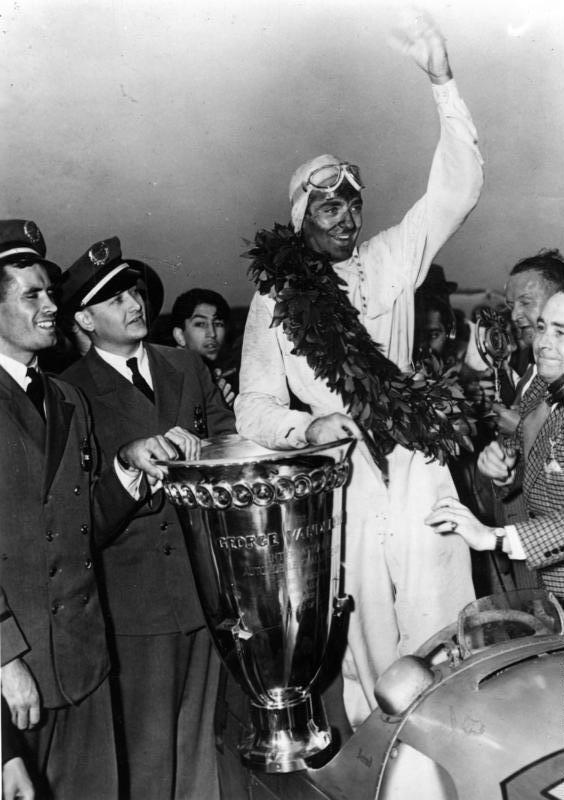
Richard Seaman laisse échapper la Coupe Vanderbilt au bénéfice de Bernd Rosemeyer mais marque les esprits avec une belle deuxième place, son premier podium avec sa nouvelle écurie.

De retour en Europe, les deux écuries allemandes se retrouvent sur le Nürburgring pour y disputer le Grand Prix d'Allemagne, deuxième manche du championnat dont la première fut remportée par Rudolf Hasse pour le compte d'Auto Union. Pour sa non-participation en Belgique, l'Anglais est sanctionné de huit points,. Avec cinq voitures chacune la course ne tourne cependant pas à la démonstration de force espérée quand, dans le septième tour, peu avant le pont à Antonius, Ernst von Delius et Seaman s'accrochent. L'Allemand, pris dans l'aspiration de son rival en tentant de le dépasser se retrouve déventé, il part à la faute, mord l'herbe bordant la piste, corrige trop sa trajectoire et heurte le Britannique,,. L'accident coûte la vie à l'Allemand quand le Britannique, projeté hors de sa voiture après avoir en avoir perdu le contrôle et heurté une borne métallique, atterrit sur le visage, sonné mais vivant,,. Ayant accompli plus d'un quart de la distance à parcourir, il est sanctionné de six points en championnat,. À l'hôpital d'Adenau, il est examiné pour de « graves blessures au visage […] un bras et un poignet cassés », mais les médecins rapidement « craignent des blessures internes non-diagnostiquées ». Mme Beattie-Seaman qui apprend la nouvelle via le journal Sporting Life auprès duquel elle s'informe directement, veut se rendre au chevet de son fils qui l'en dissuade par télégramme. Il ressort avec le nez entaillé et brisé, les yeux au beurre-noir, plusieurs coupures et abrasions ainsi que le pouce cassé,,,. Ses blessures sont si profondes que Jock Finlayson dit que « son visage sera marqué à vie »,. Il doit renoncer au Grand Prix de Monaco et, ce faisant, s'expose, comme en Belgique, à une nouvelle sanction de huit points,. Toutefois, il assure, par courrier, à Emil Georg von Strauss, le président de Mercedes, avoir recouvré ses forces dans les temps et « espère conduire de nouveau au Grand Prix de Suisse le 22 août »,.
Seaman recouvre ses capacités pour la Coppa Acerbo. Désireux de briller sur un circuit où il a déjà gagné deux fois, il porte une attaque trop forte et bloque ses freins, à l'approche du village de Cappelle sul Tavo ; il percute une borne kilométrique qui détruit la suspension, tord le châssis et abîme le moteur de la voiture,,,,. Relégué au rang de pilote de réserve, il prend le relais de Caracciola mais s'immobilise hors de la piste pour éteindre un incendie avant de reprendre la course qu'il termine à la cinquième place, à un tour de Rosemeyer sur Auto Union,,,.
Reconnaissant ses erreurs de pilotage, il est tout de même réprimandé par Neubauer qui lui demande d'adopter une approche moins agressive du pilotage. Après ce nouvel accident, il ne dispose plus de voiture pour participer au Grand Prix de Suisse, et est sanctionné de huit points pour cette non-participation,. Il retrouve le chemin des circuits presque un mois plus tard, en Italie, où la cinquième et dernière manche du championnat d'Europe des pilotes de l'année se tient sur l'inhabituel circuit de Livourne, en lieu et place de Monza, officiellement préféré pour des raisons de circulation au niveau des tribunes. Seaman réalise le huitième temps, à presque dix secondes de Caracciola et huit d'Achille Varzi (qui a surmonté son addiction à la morphine pour participer). Avant même le départ, la course est perturbée par la foule qui envahit la piste,. Une fois le drapeau abaissé, l'Anglais réalise une course solide, malgré des problèmes de d'échappement dans les dix derniers tours qui ne l'empêchent pas de terminer quatrième,,. Sa performance lui permet de n'être sanctionné que de quatre points et de terminer la saison quinzième avec 34 points, à 21 du vainqueur, Rudolf Caracciola,,. Par ailleurs, sa performance en début de saison à la Coupe Vanderbilt lui permet de se classer sixième du championnat américain de courses automobile avec 495 points, à 640 unités du champion, Wilbur Shaw,

##### Fin de saison en Tchécoslovaquie et à domicile
Après le Grand Prix de Tchécoslovaquie où il termine quatrième,, les écuries allemandes se retrouvent à Donington Park grâce à l'Anglais qui a fait jouer ses relations pour convaincre le secrétaire du Derby & District Motor Club (qui organise le Grand Prix de Donington) d'accueillir Mercedes et Auto Union parmi les inscrits. Pour lui, la saison, qui se termine par cette course, s'arrête au vingt-neuvième tour en raison de dommages à la suspension et sur un amortisseur causés après avoir été percuté par Hermann Paul Müller,,,,. Il participe également à d'autres activités, en Angleterre, faisant une démonstration de sa Mercedes en marge de l'Imperial Trophy meeting à Crystal Palace,,. Malgré un détour par Stuttgart pour aider à la réception du Duc de Windsor, l'ancien Roi d'Angleterre Édouard VIII qui a abdiqué, il passe du temps au pays, se faisant opérer pour réparer les marques sur son visage (que la compagne d'assurance de Mercedes rechigne à payer), et avec sa mère jusqu'à son départ, début décembre, sur une invitation de Caracciola à aller skier à Davos,,.
Au terme de cette saison, son ancien mécanicien, Giulio Ramponi juge qu'« il aurait été capable de mieux s'illustrer s'il avait gagné une année d'expérience en plus au volant de voitures moins puissantes avant de gagner les essais de Mercedes. Peut-être qu'une saison à conduire quelque chose comme l'Alfa de Rüesch en 1937 aurait fait de lui un pilote encore meilleur en 1938 »,.

#### 1938: luttes de pouvoir, propagande et mariage

##### Pré-saison: une nouvelle donne avec la fin de la Formule Libre

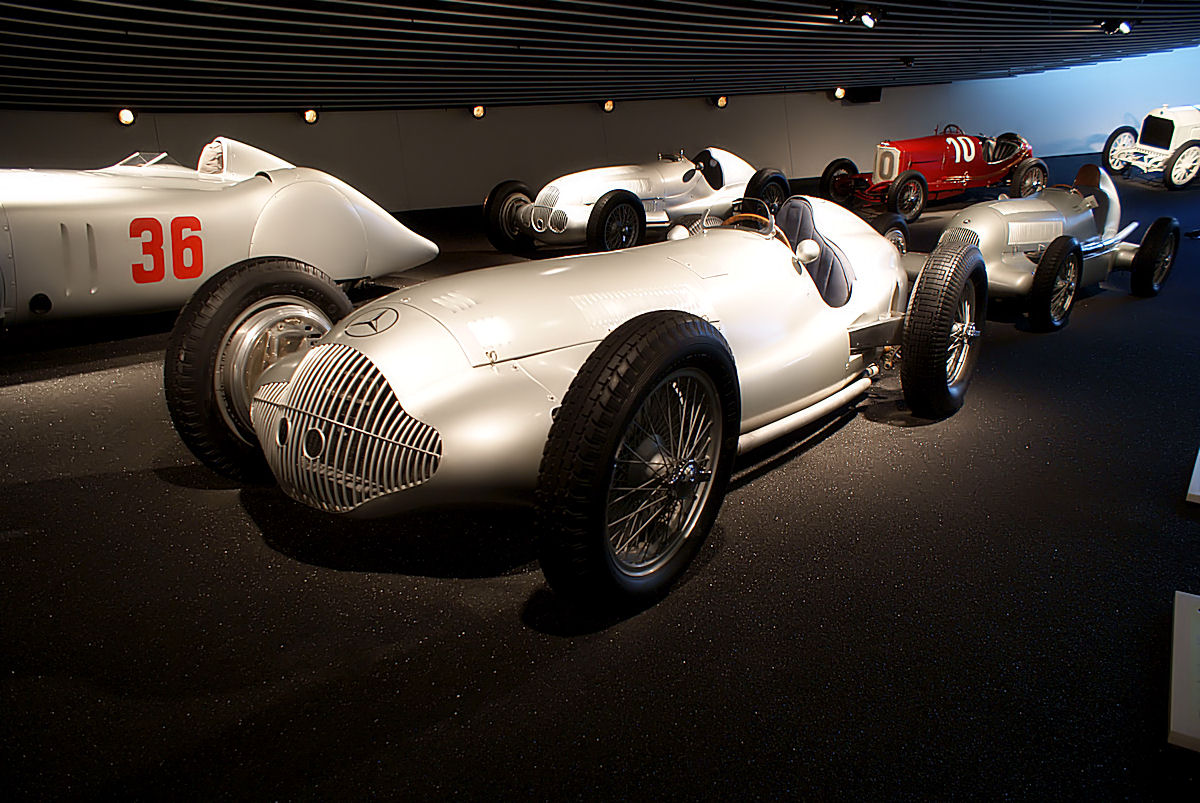
La monoplace W154 remplace la W125 en raison de la nouvelle règlementation. Elle permet à Seaman de remporter une course.

Pour la saison 1938, l'AIACR qui régit le championnat d'Europe des pilotes met un terme à la Formule Libre (ou Formule 750 kg), en vigueur depuis 1934, qui autorisait chaque constructeur à fabriquer des monoplaces avec une totale liberté de choix techniques et de cylindrée à condition de respecter un poids maximum de 750 kg hors pneus, fluides et pilote. Les travaux des ingénieurs allemands ayant donné naissance à des machines sans égales sur le plateau, les législateurs édictent les règles d'une nouvelle Formule laissant le choix aux constructeurs de fabriquer des voitures suralimentées de 666  à   3 000 cm3 ou des voitures atmosphériques de 1 000  à   4 500 cm3 ; le poids, fonction de la cylindrée, allant de 400  à   850 kg. Mercedes opte pour un moteur V12 suralimenté de 3 000 cm3 pour sa nouvelle type W154,,.
Le calendrier comporte quatre Grands Prix, en France, en Allemagne, en Suisse et en Italie,. Dans l'effectif Mercedes, seul Christian Kautz est remplacé par Walter Bäumer.
La saison débute tragiquement le 28 janvier, sur l'autoroute Francfort-Darmstadt quand Bernd Rosemeyer se tue en tentant de battre les records du kilomètre et du mile lancés, établis quelques instants plus tôt par Rudolf Caracciola. Si la nouvelle l'affecte, Seaman est néanmoins volontaire pour participer à la réalisation de records de vitesse, ce que le régime nazi lui refuse.

##### Réserviste à Pau et rencontre d'Erica Popp
Pour Seaman, la saison débute sur le bord de la piste, d'abord à Pau, où il assiste à la victoire, sur une Delahaye Type 145, du Français René Dreyfus dont le judaïsme contrarie l'association des pilotes et écuries allemandes et la propagande nazie,,, puis à Tripoli.
En marge de la saison des courses, le club de Frazer Nash (l'importateur de BMW au Royaume-Uni) emmené par Harold John Aldington et Alfred Fane Peers Fane, se rend en Allemagne pour une excursion. Le 15 juin, en leur honneur, la maison-mère organise une fête à Munich où sont notamment invités Seaman, Franz Josef Popp et sa fille Erica, âgée de dix-huit ans,,,,,. Le lendemain, elle l'invite à les rejoindre chez le pilote BMW Ernst Jakob Henne.

##### Début du championnat et victoire au Grand Prix d'Allemagne

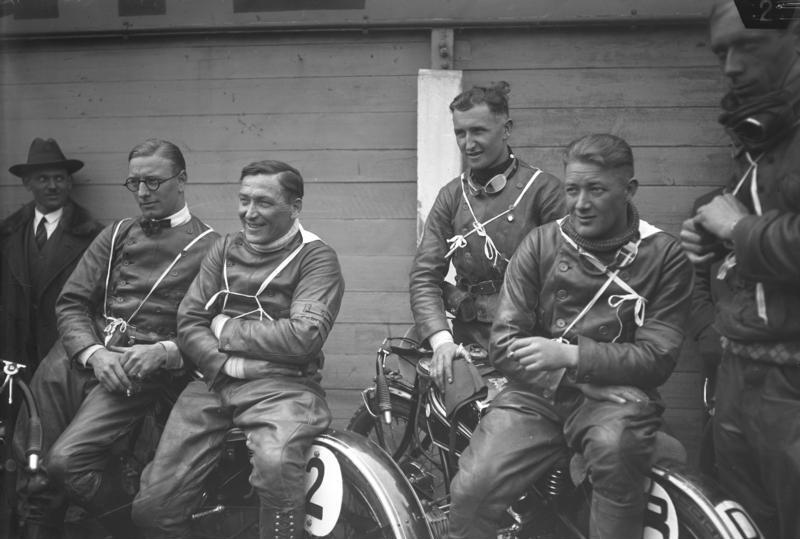
La fête donnée en l'honneur de BMW et de ses pilotes, dont Ernst Jakob Henne (le troisième homme en partant de la droite) permet à Richard Seaman de rencontrer Erica Popp.

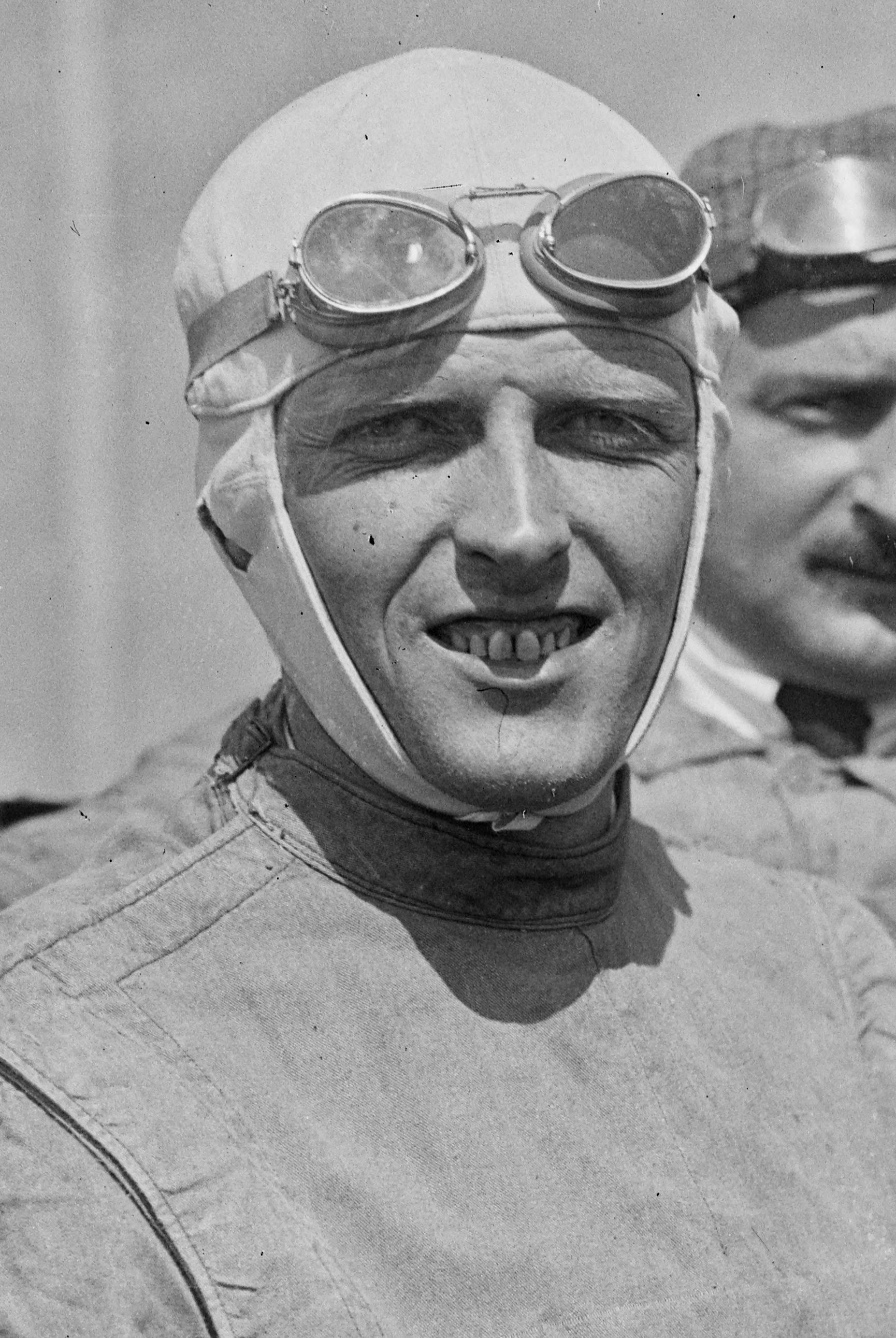
Henry Segrave était le dernier pilote britannique à avoir remporté une Grande Épreuve (le Grand Prix de l'ACF 1923) avant Richard Seaman.

À l'ouverture du championnat, en France, Seaman est à nouveau remplaçant (contraint à l'immobilisme par les organisateurs qui ne souhaitent pas plus de trois participants par écurie) et est sanctionné de huit points pour non-participation ; il est néanmoins inscrit sur la liste des engagés pour la manche suivante, en Allemagne,,,,.
Auteur du troisième temps des essais, il part de la troisième place, précédé de Manfred von Brauchitsch et d'Hermann Lang,,,. Bien parti, l'Anglais est deuxième au terme du premier tour, derrière Lang, ; au cinquième, Von Brauchitsch se porte en tête grâce à un double dépassement, Seaman se maintient en deuxième position et Lang rétrograde à la troisième. Lors de son arrêt ravitaillement, au neuvième tour, Von Brauchitsch qui trouve son premier poursuivant trop agressif obtient d'Alfred Neubauer que les pilotes Mercedes aient pour consigne de ne plus s'attaquer. Au seizième tour, Von Brauchitsch et Seaman ravitaillent, dans l'ordre figé par les consignes de course. Lorsque la pompe à essence de l'Allemand déverse trop d'essence, le réservoir déborde et le carburant s'embrase au contact des tuyaux d'échappement,,,,,. L'Anglais, qui attendait derrière le retour en piste de son coéquipier pour se relancer décide de repartir et ressort en tête, avec une avance confortable sur Lang, son premier poursuivant ; il accroît continuellement son avance malgré une pédale d'accélération brûlante, franchit la ligne d'arrivée en vainqueur et devient le premier Britannique à remporter une Grande Épreuve depuis Henry Segrave au Grand Prix de l'ACF 1923,,,,,,,, (William Grover-Williams avait remporté le Grand Prix de Belgique 1931 mais partageait sa victoire avec son coéquipier Caberto Conelli). Félicité par son équipe, Neubauer, Lang et Uhlenhaut qui dit de lui qu'« il aurait pu dépasser Von Brauchitsch quand il voulait, il était plus rapide, mais savait qu'il était prévu qu'un de nos pilotes allemand l'emporte »,. Sur le podium, par deux fois, il fait à contrecœur le salut nazi de rigueur,. Sa victoire est sanctionnée en championnat d'un seul point,. Lors de la remise des trophées à l'hôtel, Seaman retrouve Erica Popp, invitée à assister à la course ; les deux jeunes gens se retrouvent discrètement deux nuits plus tard, donnant le coup d'envoi de leur histoire d'amour.
Les jours suivants, à Ambach, Richard Seaman donne une fête où sont notamment présents plusieurs amis de la famille, des journalistes britanniques, Herta Caracciola, (sœur de Rudolf), Lilian Beattie-Seaman et Erica Popp, que George Monkhouse introduit : « Mme Seaman, nous avons trouvé une épouse pour Dick ». Herta Caracciola affirme à Lilian Beattie-Seaman que Richard « est le jeune homme anglais idéal en termes de caractère, d'apparence et de manières » et que « [s]on frère Rudi prédit qu'il accomplira de grandes choses et deviendra Champion d'Europe ». Malgré un premier contact cordial entre les deux femmes, Madame Seaman s'inquiète du fait que son fils se marie effectivement avec une Allemande, ce qui l'éloignerait de lui,,,,.

##### Reconnaissance mitigée et officialisation de la relation avec Erica Popp
Toujours pilote Junior et, donc, réserviste, Seaman manque les Coppa Montenero et Acerbo car seulement trois voitures pour autant de pilotes senior sont disponibles depuis l'incendie de la monoplace de Von Brauchitsch à Nürburg,. Uhlenhaut obtient qu'un quatrième châssis soit disponible pour la manche suivante du championnat, en Suisse. Parti de la pole position, Seaman garde la tête pendant les onze premiers tours puis est dépassé après l'irruption de la pluie (en même temps que deux retardataires qu'il préfère ne pas approcher par sécurité) par Caracciola qui s'impose avec une avance relativement faible pour l'époque et pour les circonstances sur son rival anglais qui reçoit les félicitations et la reconnaissance de son encadrement pour sa performance,,,,,,. Sa deuxième place lui vaut de n'être sanctionné que de deux points en championnat,.
Revenu à Londres en vue de participer début septembre au Tourist Trophy, il s'entretient avec sa mère qui s'inquiète et s'offusque qu'il se soit engagé avec Erica Popp sans son consentement,. Il l'informe que la famille Popp se rendra à Londres pour discuter des termes d'un mariage et que Mme Popp est disposée à en discuter. Mme Beattie-Seaman, qui désapprouve cette union, menace de déshériter son fils s'il se marie sans son consentement. Appuyé par M. Popp il obtient la permission de courir avec l'équipe AFN Limited de Fane et Aldington au volant d'une BMW 328 ; en proie à des problèmes récurrents en course avec les freins et le système de lubrification, il termine vingt-et-unième d'une course des plus désagréables,,,.
Alors que les tensions entre le Royaume-Uni et l'Allemagne sont à leurs plus haut niveau à cause de l'annexion des Sudètes,,, et alors que se tient la conférence de Munich, Richard Seaman annonce officiellement son engagement avec Erica Popp car « le père d'Erica a donné de bon cœur son consentement à [leur] mariage »,,,,.
Sitôt que Neville Chamberlain prononce « Peace for our time », Richard s'empresse d'acquérir une alliance et lui et Erica de convaincre sa mère que M. Popp a déjà donné son consentement et qu'ils souhaitent se marier à Londres, ce qui ferait d'Erica une citoyenne britannique, lui autorisant à suivre son futur mari au pays si une guerre venait à éclater,.

##### Fin de saison et mariage

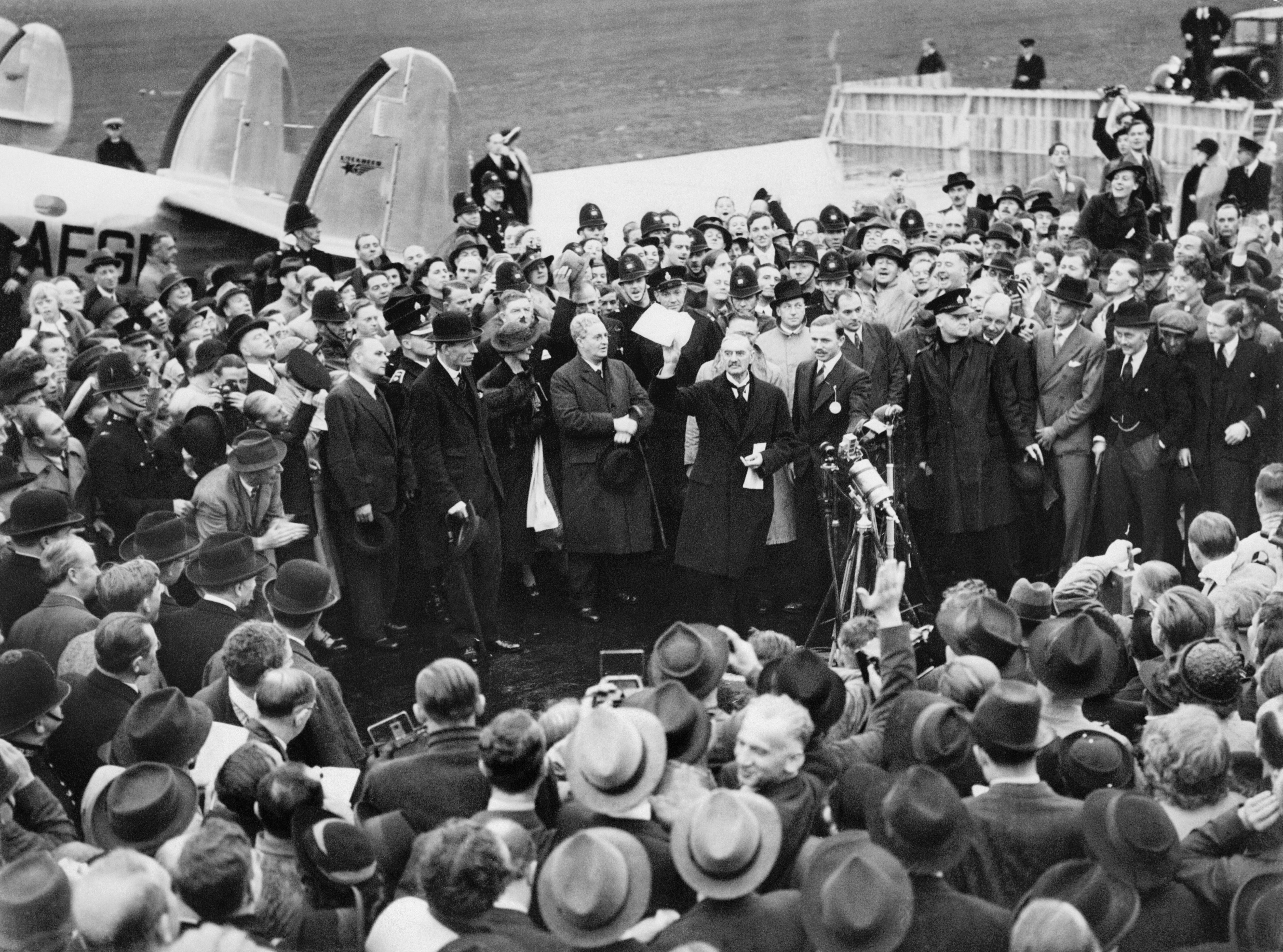
Les accords de Munich garantissent un sursis dans la paix des peuples en Europe. Mme Beattie-Seaman et son fils à son tour s'inquièteront à leur manière du danger encouru.

De retour à la compétition pour la dernière manche du championnat, en Italie, à Monza, il est quatrième quand il abandonne sur défaillance du moteur,. L'abandon survenu dans le premier quart de la course lui vaut d'être sanctionné de sept points. Au classement final du championnat, il termine à la quatrième place, à dix unités du champion Rudolf Caracciola,,.
La dernière course de la saison programmée par Mercedes est le Grand Prix de Donington qui doit se tenir le 1er octobre. Or, la crise internationale ne s'est pas estompée et Neville Chamberlain n'est toujours pas revenu. Alors que la course est reportée, Richard Seaman passe davantage de temps au Royaume-Uni et peut s'exprimer sur son expérience chez Mercedes, depuis début 1937, car on continue de lui reprocher de courir avec une écurie allemande : « s'il y avait eu une équipe britannique de Grand Prix, cela aurait été différent. Il n'y a toujours pas de telle équipe aujourd'hui… »,. Craignant que le gouvernement britannique confisque leur matériel en cas de conflit, les écuries allemandes décident de partir à toute vitesse,. Richard Seaman — qui ne serait pas inquiété — reste au pays en compagnie d'Erica, dans les jours qui précèdent la proclamation d'apaisement « Peace for our time »,. La cohabitation de Mme Beattie-Seaman avec la jeune femme, qui l'avait peu de temps avant charmée, se dégrade, celle-ci lui paraissant désormais incapable, immature, irresponsable et égoïste ; elle décide de n'approuver en rien leur union tant qu'elle n'aura pas rencontré M. Popp,. Rapidement annoncé pour une venue à Londres, c'est finalement Mme Popp qui se déplace mais, là encore, le contact entre les deux femmes reste difficile et Mme Beattie-Seaman confirme son souhait de rencontrer le père avant d'accorder son éventuel consentement et menace de couper toute rente, allocation et héritage à son fils s'il lui désobéissait, même si, comme le dit l'Allemande « Dick ne pourra plus jamais courir après qu'ils se sont mariés. Je connais Erica. Je sais ce qu'elle est. Il devra abandonner la compétition automobile »,. En désespoir de cause, Mme Beattie-Seaman écrit à M. Popp pour lui faire part de ses inquiétudes et objections mais ses doléances restent lettre morte.
Finalement programmé pour le 22 octobre 1938, Seaman prend part à la course, mais, préoccupé par ses affaires extra-sportives, n'est pas aussi performant qu'à son habitude aux essais. Il se rattrape en course en terminant troisième malgré une glissade sur une flaque d'huile, qui dans le courant de l'épreuve lui coûte trois places et un tour sur le leader,,,,. Pour ses résultats durant la saison, le BRDC lui octroie le Gold Star award, le prix de régularité qui lui avait échappé la saison précédente.
Pendant ce temps, H.J. Aldington rencontre Mme Beattie-Seaman, écoute ses craintes (elle imagine voir la voiture de son fils percuter un arbre, s'embraser et le tuer) et ses doléances car il connait M. Popp et pourrait intercéder en sa faveur. Jouant sur deux fronts, Aldington essaie autant de la rassurer sur les intentions de Popp que de la faire changer d'état d'esprit, en vain, l'entrevue qu'il a quelques jours plus tard avec l'Allemand ne donnant rien. De passage par Ennismore Garden après une réception organisée le 14 novembre par le BRDC — où il a notamment affirmé que les états totalitaires de Benito Mussolini et Adolf Hitler exploitent avec succès les courses automobiles pour augmenter le prestige de leurs pays quand le Royaume-Uni souffre de ne pas avoir d'équipe de premier plan —, il discute une nouvelle fois avec sa mère. Si proche de l'échéance, il l'informe qu'il est trop tard pour annuler son engagement. Elle lui rappelle qu'il ne touchera pas l'héritage promis pour le jour de ses vingt-sept ans et évoque vainement plusieurs hypothèses aussi pessimistes les unes que les autres pour le faire hésiter,. Il finit par se marier à Londres, le 7 décembre en présence des Popp mais sans sa mère qui met à exécution ses menaces,,,,,,.

#### 1939: désillusions et derniers tours de roue

##### Avant-saison: hésitations sur son avenir en Allemagne

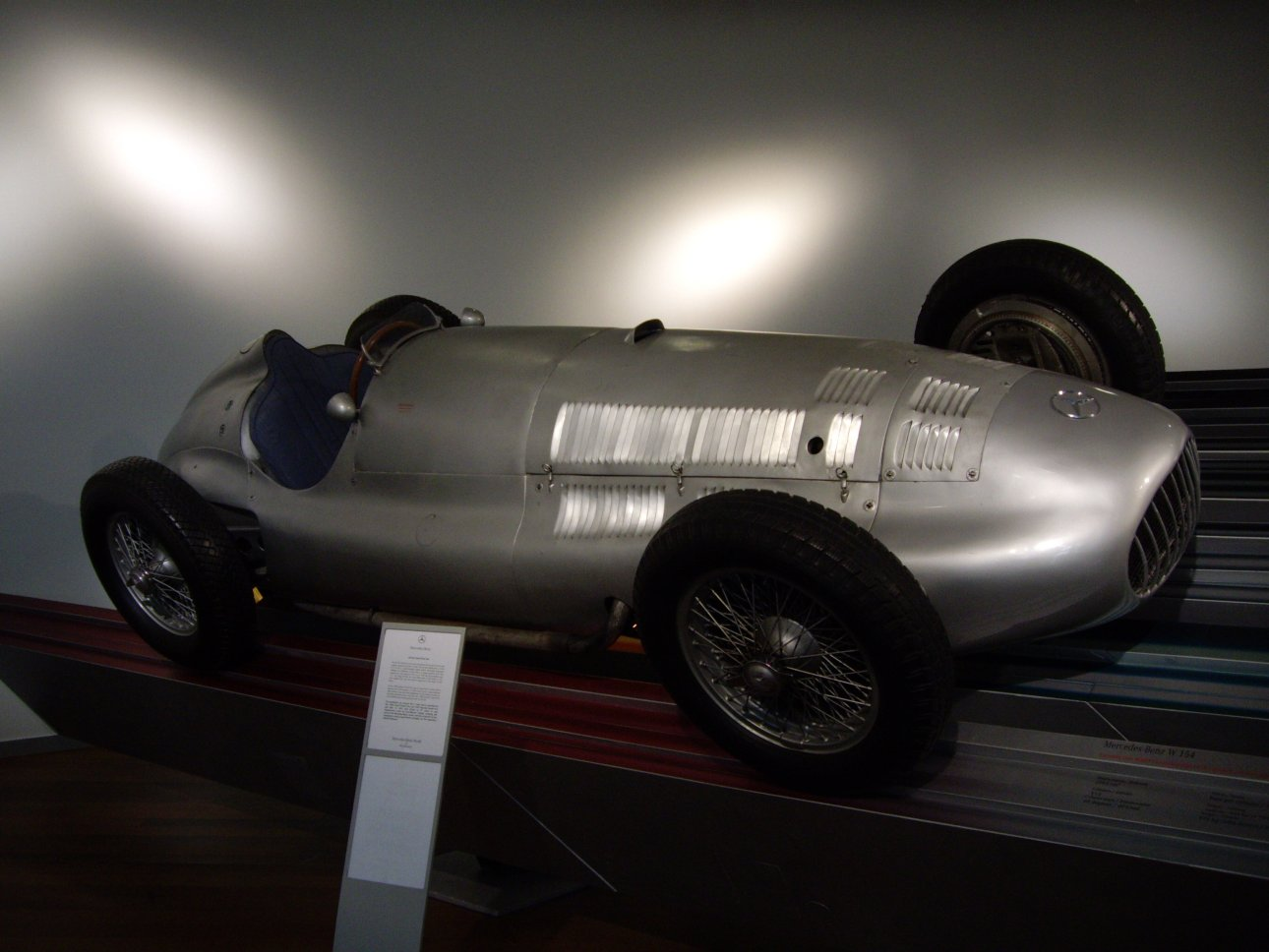
La monoplace W154 évolue en 1939. Elle se distingue par un nouveau moteur et par une calandre plus fine.

Pour la saison 1939, Seaman signe avec son écurie un nouveau contrat plus avantageux sur le plan financier mais identique sur le plan sportif car il reste considéré comme pilote de réserve malgré son nouveau statut de pilote senior,,,,,,. Alors qu'il est invité par Lagonda à participer aux 24 Heures du Mans, Mercedes refuse de le libérer en raison de la dangerosité de la course.
Le championnat à venir doit compter cinq épreuves, en Belgique, en France, en Allemagne, en Suisse et en Italie (cette dernière n'aura jamais lieu à cause de la guerre),. En vue d'améliorer la performance de leurs monoplaces, Daimler-Benz AG étudie la possibilité de réaliser un moteur deux-temps de 750 cm3 à vingt-quatre cylindres en V, qui n'est pas retenu au profit du moteur type M163, une évolution du douze cylindres en V quatre temps type M154 de l'année précédente. La voiture, basée sur le même châssis que sa devancière, est plus légère de 100 kg, plus profilée, dispose de freins plus efficaces, d'un nouveau système de suralimentation et est plus efficace comme en témoignent les résultats des essais à Monza auxquels Seaman prend part,. L'équipe s'agrandit avec les arrivées de Hans-Hugo Hartmann et Heinz Brendel comme réservistes.
La saison de Grands Prix débute hors-championnat, à Pau, où Seaman, réserviste, reste sur la touche bien qu'il ait réalisé le meilleur temps des essais libres,,,,,. Bien qu'heureux de sa relation et de sa lune de miel avec Erica, face à la situation générale, sportive comme diplomatique (la chancellerie venant de dénoncer le traité naval germano-britannique), mais inquiet de son avenir en Allemagne si une guerre venait à éclater, de son avenir financier (puisqu'il a coupé les ponts avec sa mère, est déshérité, et ne peut sortir son salaire d'Allemagne) et de son avenir sportif, il se confie au 5e Earl Howe, Francis Curzon,,,. Bien qu'entretenant de bonnes relations avec son équipe, il constate que la frontière entre politique et sport automobile se fait de plus en plus ténue. L'aristocrate, après avoir (plus ou moins) consulté ses contacts dans le gouvernement de Sa Majesté, lui affirme que son statut particulier lui permet de rester en Allemagne sans être inquiété et sans trop souffrir dans l'opinion publique quand d'autres pilotes britanniques reviennent d'Allemagne,,.
Il ne dispute pas le Grand Prix de Tripoli où Mercedes engageait des type W165 spécifiques répondant aux exigences des voiturettes (1,5 l ou moins de cylindrée) victorieusement confiées à Lang et Caracciola. Après avoir été opportunément sollicité pour un documentaire à la gloire des Flèches d'Argent, il obtient une monoplace pour disputer l'Eifelrennen ; si son départ foudroyant lui permet de se porter en tête alors qu'il était parti de la deuxième ligne, sa transmission ne résiste pas à la violence du démarrage,,,,.

##### Glissade fatale sur le toboggan des Ardennes

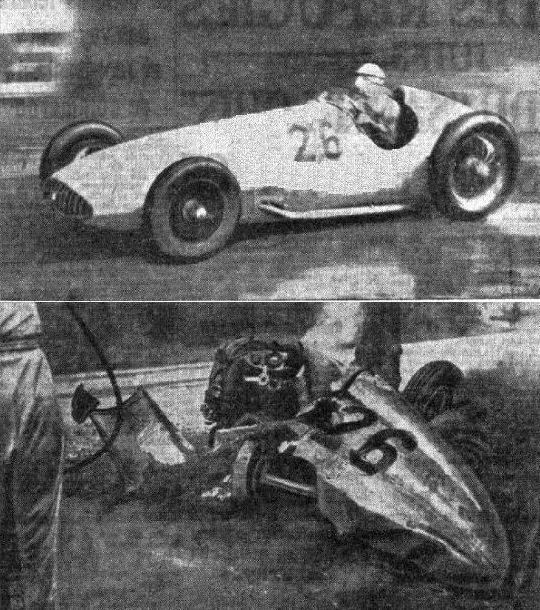
Sous la pluie et sur une chaussée glissante, Seaman perd le contrôle de sa Mercedes qui va s'encastrer et s'ouvrir en deux sur un arbre avant de prendre feu.

Arrivé dans les meilleures dispositions physiques en Belgique, Richard Seaman a changé de statut ; pour la première fois, il attire l'attention des journalistes, dont un du Picture Post qui souhaite lui consacrer un reportage entier,,. À l'approche de la course, le ciel s'obscurcit et la pluie commence à tomber sur le gigantesque circuit de Spa-Francorchamps, surnommé le « toboggan des Ardennes », ce qui inquiète l'Anglais pourtant calme en apparence,.
Au départ de la course, la pluie tombe déjà intensément et Seaman, cinquième sur la grille, commence une course sur un rythme modéré,,. Au septième tour, Rudolf Caracciola, considéré alors comme l'expert du pilotage sous la pluie, tente de ravir la tête de la course à Hermann Paul Müller mais sort de la piste et abandonne. Au dixième tour, Seaman, qui a remonté tous les concurrents qui le précédaient, talonne Müller dont le leadership cesse rapidement quand il part ravitailler,,,,. Dépassé par Lang lors de son ravitaillement, Seaman reprend rapidement la première position et roule suffisamment vite pour contenir un potentiel retour de l'Allemand et de Tazio Nuvolari qui a haussé son rythme,,.

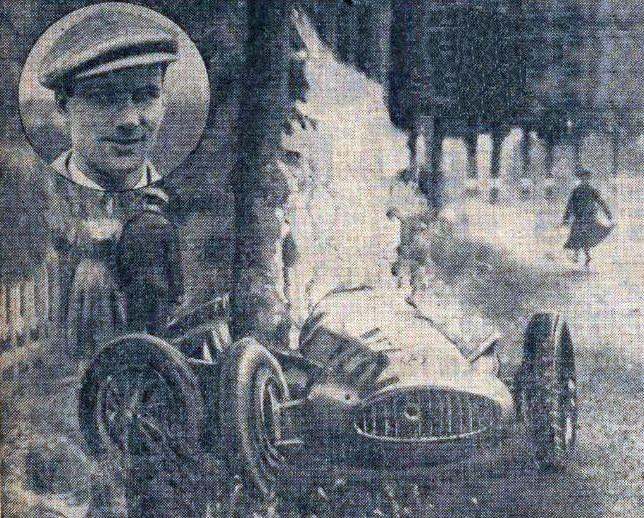
Richard Seaman (ici en médaillon) et sa voiture après l'accident qui lui coûte la vie.

Dans le courant du vingt-deuxième tour, à Blanchimont, il roule trop vite sur une piste encore trempée,,. La voiture part en glissade, s'approche des limites de la piste puis en sort, percutant un premier arbre. L'impact brise le poignet de l'Anglais et l'assomme. Lorsque la voiture rebondit et termine sa course contre un deuxième arbre autour duquel elle s'enroule, Seaman est inconscient,,,,,. Le tuyau de transfert d'essence stockée dans la queue de la voiture se rompt à hauteur du poste de pilotage et le liquide hautement inflammable s'embrase,,,,.
Un jeune militaire belge arrive en premier sur les lieux ; il tente en vain de s'approcher du cockpit du pilote, toujours inconscient et bloqué par le grand volant,,. Ce n'est que lorsque le volant est découpé à la pince que Seaman est enfin extrait de sa voiture, toujours en flammes,. Pour Lang, qui avait pu le voir en course, « Seaman conduisait simplement trop vite et utilisait toute la largeur de la piste. Il mettait sa roue avant hors des limites de la route à chaque virage — alors qu'il n'en avait pas besoin —, il était en tête et je ne tentais pas de le dépasser »,.
Évacué dans une ambulance après plusieurs injections de morphine et pris en charge par le Dr Peter Gläser qui accompagne les écuries allemandes en Grand Prix, il rejoint l'hôpital de Spa, rejoint par son épouse, les membres de Mercedes et la confrérie des pilotes. À Uhlenhaut il dit : « J'étais trop rapide pour les conditions, c'était entièrement ma faute. Je suis désolé ». Il a aussi le temps de voir Erica et de s'excuser auprès d'elle,,,,,. Richard Seaman meurt le 25 juin 1939, vers 23 h 45, à l'âge de vingt-six ans et cinq mois,,,,.
Le résultat de cette course est sanctionné de cinq points et, les autres courses s'étant soldées par des non-participations, il termine vingt-cinquième du classement avec vingt-cinq points, à treize unités du champion non consacré, Hermann Paul Müller,,,,.

« L'une des choses dont je suis convaincu est que Dick est mort comme il l'aurait souhaité, en faisant ce qu'il aimait le mieux et avec la victoire en vue. »

— George Monkhouse, épilogue de Dick Seaman, Racing Motorist

## Hommages et postérité

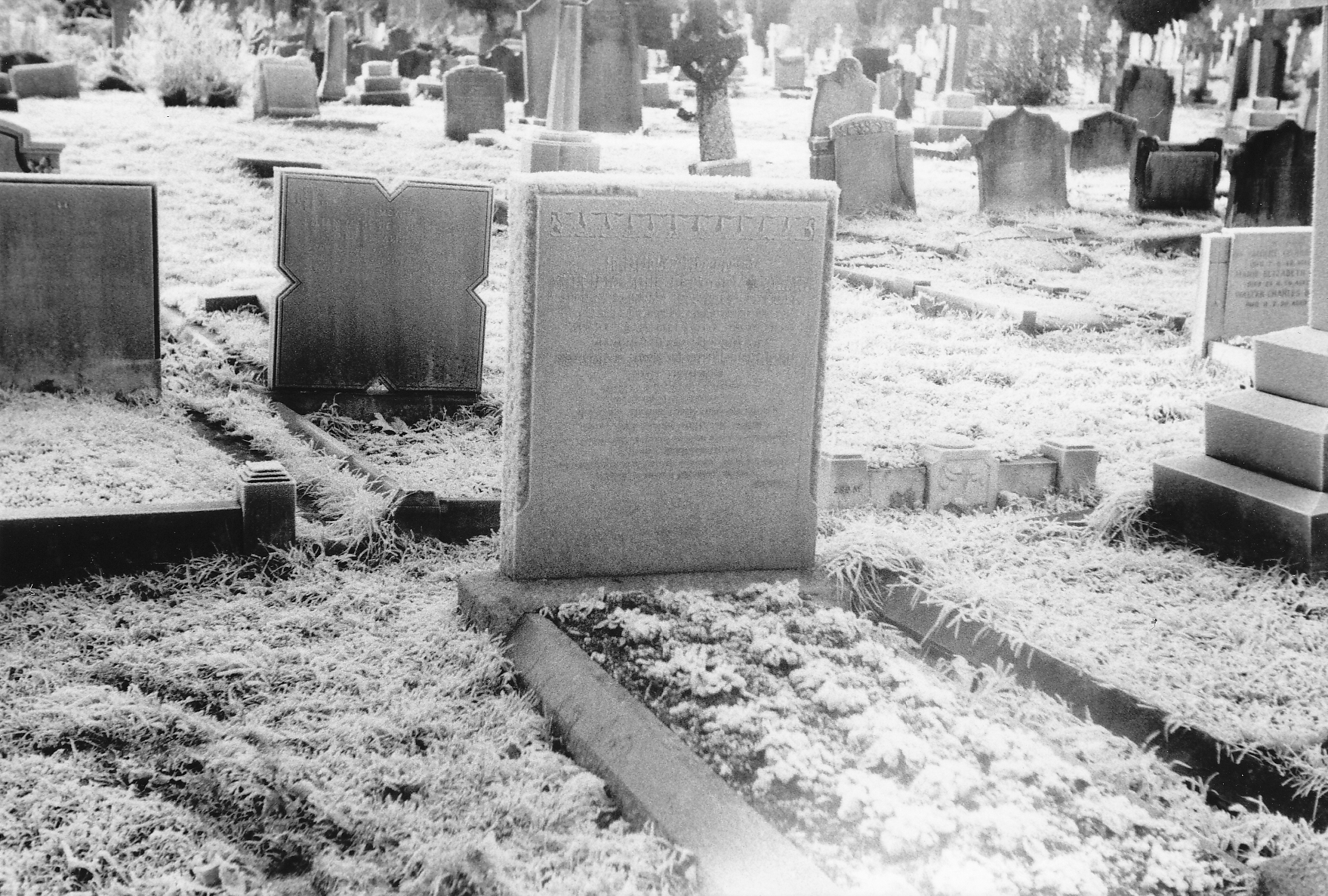
Richard Seaman repose aux côtés de son père, William au cimetière de Putney Vale.

Richard Seaman est inhumé au cimetière de Putney Vale à Londres, à côté de son père, William. Outre ses amis, sa famille et sa belle-famille, sont présents les membres de Mercedes et d'Auto Union, dont Alfred Neubauer, Hermann Lang, Manfred von Brauchitsch, Rudolf Caracciola et Rudolf Hasse,.
Seaman est le seul pilote mort en course dans l'entre-deux-guerres au volant d'une Mercedes de Grand Prix. Il est décidé qu'après les funérailles, les concessions Mercedes de par le monde soient fermées et affichent en vitrine la photo du défunt pilote. Ayant approuvé le statut de l'Anglais comme pilote au sein de l'écurie — ainsi que de tous les autres, qui eux-mêmes sont présents à la cérémonie —, le chancelier allemand envoie une couronne de fleurs pour son enterrement, la plus imposante de toutes,,.
En juin 1958, son nom est donné à un trophée récompensant le vainqueur d'une course à Oulton Park.

## Style de conduite et personnalité
Considéré comme l'un des meilleurs, voire le meilleur pilote britannique de l'entre-deux-guerres, Richard Seaman a prouvé son habileté au volant de véhicules de cylindrées diverses, de la catégorie voiturette jusqu'aux Grands Prix. Sa victoire au Grand Prix d'Allemagne 1938 est la seule dans une Grande Épreuve. Cependant, à cause de la propagande et des jeux de pouvoir en interne, Seaman fut de nombreuses fois privé de pleinement s'exprimer sur la piste, quitte à laisser l'avantage aux pilotes allemands, ce qui eut permis à son palmarès d'être plus étoffé en Grand Prix,.
Le jour des sélections pour Mercedes, le fait qu'il vienne des courses de voiturettes où la puissance des véhicules est moindre et qu'il réalise sur le Nürburgring des temps comparables à ceux de pilotes titulaires et la fluidité de son pilotage lui valent d'impressionner Alfred Neubauer et d'être engagé malgré l'accident dont il est victime au terme des essais suivants à Monza. Rudolf Uhlenhaut, l'ingénieur anglo-allemand de la firme retient de lui que « Dick était un pilote très talentueux, fin et énergique — mais il était prompt à pousser fort, trop tôt, ou trop tard […] »,. Celui-ci retient aussi qu'en cas d'erreur, il « vous aurait dit exactement ce qui s'est passé et aurait reconnu ses torts si nécessaire. Les autres pilotes ont tendance à reporter la faute sur la voiture mais lui était vraiment honnête »,.
Très sociable, l'Anglais entretenait de bonnes relations avec les membres des sociétés britanniques et allemandes, autant des gens issus comme lui d'un milieu aisé tels que Rudolf Caracciola ou Manfred von Brauchitsch que d'un milieu plus modeste comme Hermann Lang,,. D'une manière générale, il était également reconnu comme une personne calme, sachant ce qu'elle fait et, en plus du respect de ses pairs, forçait le respect des mécaniciens,. Les performances et les prestations de l'Anglais s'améliorant de course en course chez Mercedes, il se voit rapidement opposer par Caracciola et Von Brauchitsch, qui l'avaient accueilli chaleureusement, un comportement de plus en plus distant, ceux-ci se sentant menacés.

## Opinions politiques et rapports avec le nazisme
Avisé en matière politique, Richard Seaman lisait quotidiennement The Times et était connu pour son bon sens commun bien qu'il n'ait réellement jamais eu d'opinion politique affirmée et ne portait pas de jugements en la matière,. En 1931, il est appelé en renfort comme aide-de-camp par un ami de la famille pour participer à la première réception du prince Rupprecht de Bavière depuis l'armistice sur le sol britannique, une tâche dont le jeune Anglais s'acquitte avec succès,. En 1937, Mercedes l'appelle pour participer à la réception du duc de Windsor, l'ancien souverain du Royaume-Uni Édouard VIII.
Pour le grand public, les rapports de Richard Seaman vis-à-vis du Troisième Reich parurent, à l'époque, ambigus, à cause d'une suspicion nourrie — entre autres — par son mariage avec une Allemande, par le fait que son beau-père était le directeur de BMW et parce que la plus grosse gerbe de fleurs de ses funérailles fut envoyée au nom d'Adolf Hitler,,. Conscient du fossé existant entre sport et politique, Seaman admettait admirer la capacité du chancelier allemand à électriser les foules et le redressement de l'économie du pays, sans toutefois en adopter les opinions. Il n'adhéra jamais au parti nazi et fit longtemps abstraction de toute notion politique pour s'occuper davantage de sa carrière. Contrairement à bien des pilotes britanniques, il n'avait aucune appréhension à quitter le Royaume-Uni pour tenter sa chance ailleurs. Il est toutefois rattrapé par des inquiétudes autant politiques que pour son propre avenir au printemps 1939 et s'en ouvre alors à Lord Howe.
Seaman ne se gênait pas pour plaisanter avec ses amis au sujet d'Adolf Hitler, comme lors du Salon automobile de Berlin 1938 où il compare les pompeux rituels qui l'entourent avec les films d'Hollywood, voyant en cela une affaire dont Cecil B. DeMille se serait mieux acquitté,. Il devait toutefois y reconnaître dans les discours que tiennent le chancelier et son ministre de la propagande l'emprise du pouvoir sur les pilotes et leur instrumentalisation car leurs victoires sont représentées comme acquises au nom de la grandeur de l'Allemagne. Peu de temps avant le salon automobile de Berlin, un an plus tard, alors qu'il se devait d'y rencontrer Hitler, il affirma à sa femme Erica qu'il préfèrerait l'assassiner plutôt que de lui serrer la main.

## Résultats en course
Au long de sa carrière, Richard Seaman remporte treize victoires en course. La première sur MG K3 au Prix de Berne 1934,, suivie de trois sur ERA dans la deuxième moitié de la saison 1935 à Berne, Pescara et à Brno,,,,. En saison 1936, il remporte une course (le British Empire Trophy) au volant de la Maserati 8CM d'Harry Rose, puis six victoires sur la Delage 15S8 et une sur l'Alfa Romeo 8C-35 partagée avec Hans Rüesch à Donington,,,,. Son ultime victoire, la seule dans une Grande Épreuve, est celle du Grand Prix d'Allemagne 1938,,,,,,,,,.

### Résultats en Championnat d'Europe des pilotes
| Saison | Écurie          | Constructeur  | Châssis   | Moteur            | GP disputés | Victoires | Pole positions | Meilleurs tours | Points inscrits | Classement  |
| ------ | --------------- | ------------- | --------- | ----------------- | ----------- | --------- | -------------- | --------------- | --------------- | ----------- |
| 1936   | Scuderia Torino | Maserati      | Tipo V8RI | Maserati V8       | 1           | 0         | 0              | 0               | 31              | 28e ex æquo |
| 1937   | Daimler-Benz AG | Mercedes-Benz | W125      | Mercedes-Benz L8  | 2           | 0         | 0              | 0               | 34              | 15e ex æquo |
| 1938   | Daimler-Benz AG | Mercedes-Benz | W154      | Mercedes-Benz V12 | 3           | 1         | 1              | 2               | 18              | 4e          |
| 1939   | Daimler-Benz AG | Mercedes-Benz | W154      | Mercedes-Benz V12 | 1           | 0         | 0              | 0               | 29              | 25e ex æquo |

| 1936 | Scuderia Torino | Maserati      | Tipo V8RI | Maserati 4,8 l V8            | MON Np     | ALL Abd[*][A] | SUI Np | ITA Np     |        | 28e ex æquo | 31 |
| 1937 | Daimler-Benz AG | Mercedes-Benz | W125      | Mercedes-Benz M125 5,6 l L8  | BEL Np     | ALL Abd[B]    | MON Np | SUI Np     | ITA 4e | 15e ex æquo | 34 |
| 1938 | Daimler-Benz AG | Mercedes-Benz | W154      | Mercedes-Benz M154 3,0 l V12 | FRA Np     | ALL 1er       | SUI 2e | ITA Abd[C] |        | 4e          | 18 |
| 1939 | Daimler-Benz AG | Mercedes-Benz | W154      | Mercedes-Benz M163 3,0 l V12 | BEL Abd[D] | FRA Np        | ALL Np | SUI Np     |        | 25e ex æquo | 29 |
| Légende |                 |               |           |                              |            |               |        |            |        |             |    |
| Légende (1931 / 1935-1939) - Vainqueur : 1 point - Deuxième : 2 points - Troisième : 3 points - Quatrième ou complété à plus de 75 % : 4 points - Complété entre 50 et 75 % : 5 points - Complété 25 et 50 % : 6 points - Complété à moins de 25 % : 7 points - N'a pas participé (np) : 8 points - Disqualifié (dsq) : 8 points - En gras : pole position - En italique : meilleur tour en course - * : voiture partagée Légende (1932) - Vainqueur : 1 point - Deuxième : 2 points - Troisième : 3 points - Quatrième : 4 points - Cinquième : 5 points - Autre partant : 6 points - Disqualifié (dsq) : 6 points - N'a pas participé (np) : 7 points - En gras : pole position - En italique : meilleur tour en course - * : voiture partagée |                 |               |           |                              |            |               |        |            |        |             |    |
| Voiture partagée (*) |                 |               |           |                              |            |               |        |            |        |             |    |
| - ^ Grand Prix d'Allemagne 1936 : reprend la voiture de Carlo Felice Trossi (huitième). |                 |               |           |                              |            |               |        |            |        |             |    |
| Motifs des abandons |                 |               |           |                              |            |               |        |            |        |             |    |
| - A. : Freins - B. : Accident avec Ernst von Delius - C. : Moteur - D. : Accident mortel |                 |               |           |                              |            |               |        |            |        |             |    |

### Victoires en Championnat d'Europe des pilotes
| no | Année | Manche | Grand Prix | Circuit     | Grille | Écurie          | Voiture            | Résumé |
| -- | ----- | ------ | ---------- | ----------- | ------ | --------------- | ------------------ | ------ |
| 1  | 1938  | 02/04  | Allemagne  | Nürburgring | 3e     | Daimler-Benz AG | Mercedes-Benz W154 | Résumé |